# Conquista del Petén
La conquista del Petén fue la última etapa de la conquista de Guatemala y en lo general de Mesoamérica. El Petén es una amplia planicie de tierras bajas cubiertas de una densa selva tropical, e incluye una cuenca hidrográfica central con varios lagos y algunas zonas de sabana. La llanura está atravesada por una serie de colinas kársticas bajas, que se elevan hacia el sur al acercarse al altiplano de Guatemala. La conquista del Petén, una región ahora incorporada a la república de Guatemala, culminó en 1697 con la captura de Nojpetén (también conocido como Tayasal), la capital del reino itzá, por Martín de Urzúa y Arizmendi. Con el triunfo sobre los itzaes, los conquistadores europeos sometieron al último reducto maya independiente e invicto de Mesoamérica.
Antes de la conquista, el Petén contaba con una población considerable, conformada de diferentes pueblos mayas, en particular alrededor de los lagos centrales y a lo largo de los ríos. El Petén estaba dividido en diferentes señoríos mayas envueltos en una compleja red de alianzas y enemistades. Los grupos más importantes alrededor de los lagos centrales eran los itzaes, yalain y couohes. Otros grupos cuyos territorios se encontraban en el Petén eran los quejaches, acalas, choles del Lacandón, xocmós, chinamitas, icaichés y choles del Manché.
Hernán Cortés fue el primer europeo en penetrar en el Petén, junto con una expedición apreciable que cruzó el territorio de norte a sur en 1525. En la primera mitad del siglo xvi, España estableció colonias vecinas al Petén: en Yucatán, al norte, y en Guatemala, al sur. Desde 1596 en adelante, los misioneros españoles sentaron las bases para la ampliación de la administración colonial en el extremo sur del Petén, pero no hubo otras penetraciones españolas en el centro del Petén hasta 1618 y 1619, cuando los misioneros llegaron a la capital itzá, tras viajar desde la ciudad española de Mérida en Yucatán.
En 1622, una expedición militar encabezada por el capitán Francisco de Mirones y acompañada por el fraile franciscano Diego Delgado salió de Yucatán; esta expedición se convirtió en un desastre para los españoles, que fueron masacrados por los itzaes. En 1628, los choles del Manché en el sur fueron puestos bajo la administración del gobernador colonial de Verapaz, como parte de la Capitanía General de Guatemala. Cinco años más tarde, en 1633, los choles del Manché se rebelaron infructuosamente contra el dominio español. En 1695, partió otra expedición militar, esta vez desde Guatemala, rumbo al lago Petén Itzá; a esta la siguieron misioneros provenientes de Mérida en 1696, y, en 1697, la expedición de Martín de Urzúa, que salió de Yucatán y que resultó en la derrota final de los reinos independientes del centro de Petén y su incorporación en el Imperio español.

## Geografía

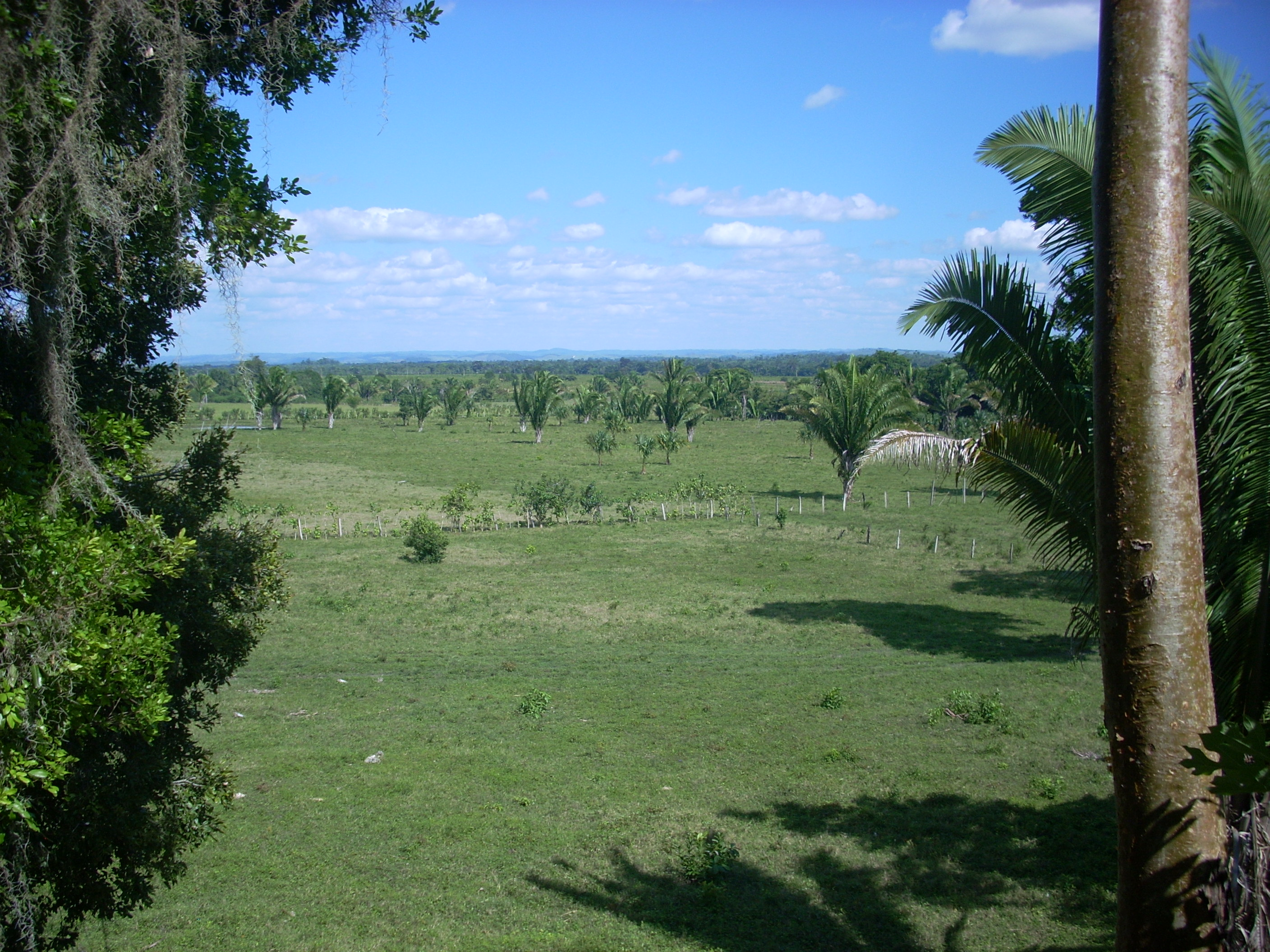
Sabana de Petén.

El actual departamento de Petén se encuentra en el norte de Guatemala. Limita al oeste con el estado mexicano de Chiapas; esta frontera sigue en gran parte el curso del río Usumacinta. El lado norte de Petén está bordeado por el estado mexicano de Campeche y al noroeste limita con el estado mexicano de Tabasco; en el este limita con Belice y en el sur con los departamentos guatemaltecos de Alta Verapaz e Izabal.
Las tierras bajas del Petén están conformadas por una llanura densamente boscosa, con una topografía kárstica baja. La zona está atravesada por crestas bajas de piedra caliza del Cenozoico con una orientación este-oeste, y se caracteriza por una variedad de suelos y tipos de bosque; las fuentes de agua se componen generalmente de pequeños ríos y pantanos estacionales conocidos como «bajos». Una cadena de catorce lagos atraviesa la cuenca central del Petén; durante la temporada de lluvias algunos de estos lagos se interconectan. Esta zona de drenaje mide aproximadamente cien kilómetros en dirección este-oeste por treinta kilómetros en dirección norte-sur. El lago más grande es el lago Petén Itzá que se encuentra cerca del centro de la cuenca de drenaje; mide treinta y dos por cinco kilómetros. Una extensa sabana se extiende al sur de los lagos centrales; tiene una altitud media de ciento cincuenta metros, con crestas kársticas que alcanzan una altitud promedio de trescientos metros. La sabana cuenta con un suelo compacto de arcilla roja que es demasiado pobre para sostener una cultivación intensiva, lo que resultó en un nivel de ocupación poblacional relativamente bajo en el periodo precolombino. Está rodeada de cerros con laderas meridionales inusualmente empinadas y accesos septentrionales más suaves; las colinas están cubiertas de denso bosque tropical. Al norte de los lagos aumenta el número de «bajos» intercalados en la selva. En el extremo norte del Petén, la cuenca del Mirador es otra zona de drenaje interior. Hacia el sur del Petén la planicie alcanza una altitud de aproximadamente quinientos metros, ya que se eleva hacia las tierras altas de Guatemala y se une a las rocas metamórficas que datan del Paleozoico.

### Clima
El clima del Petén se divide en una estación seca y una estación lluviosa que dura de junio a diciembre, aunque estas estaciones no están claramente definidas en el sur de la región. El clima, tropical en el sur, adquiere gradualmente un carácter subtropical hacia el norte; la temperatura oscila entre 12 °C y 40 °C, aunque no suele caer por debajo de 18 °C. La temperatura media varía desde 24,3 °C en el sureste, alrededor de Poptún, hasta 26,9 °C alrededor de Uaxactún, en el noreste. Las temperaturas máximas se dan entre abril y junio, mientras que enero es el mes más frío; toda la región del Petén experimenta un período seco y caliente a finales de agosto. La precipitación anual es alta y la media es de 1198 mm en el noreste y 2007 mm en el centro de Petén, en la zona de Flores (Nojpetén). El extremo sureste del Petén experimenta las mayores variaciones de temperatura y precipitación, que puede alcanzar hasta 3000 mm al año.

## El Petén antes de la conquista
Las primeras grandes ciudades que se desarrollaron en el Petén datan del Preclásico Medio (c. 600-350 a. C.), y esta región se convirtió en el centro de la antigua civilización maya durante el periodo Clásico (c. 250-900 d. C.). Las grandes ciudades que dominaban el Petén habían caído en ruinas al inicio del colapso maya, a comienzos del siglo x d. C. Una significativa presencia maya permaneció en la región durante el Posclásico, después del abandono de las principales ciudades del período Clásico; la población se concentraba sobre todo cerca de las fuentes permanentes de agua.

Mapa de las tierras bajas del norte de Guatemala en el momento del contacto con los españoles.

Aunque no hay suficientes datos para estimar con precisión el número de habitantes en el momento que se produjo el contacto con los europeos, los primeros informes españoles sugieren la existencia de importantes poblaciones mayas en el Petén, en particular alrededor de los lagos centrales y a lo largo de los ríos. Antes de su derrota en 1697, el reino itzá controlaba o influenciaba la mayor parte del Petén y partes de Belice. Los itzaes eran belicosos y sus proezas marciales impresionaron a los reinos mayas vecinos, así como a sus enemigos españoles. Su capital era Nojpetén, una ciudad construida en una isla del lago Petén Itzá, que más tarde se convirtió en la moderna ciudad de Flores, la actual cabecera departamental de Petén en Guatemala. Los itzaes hablaban una variedad del maya yucatecano.
El segundo reino más importante en el Petén era el del pueblo couoh, que se situaba al este de los itzaes, alrededor de los lagos orientales de Salpetén, Macanché, Yaxhá y Sacnab. No se conoce la extensión territorial de las demás etnias presentes en la región, ni su composición política; entre ellas se incluían los pueblos chinamita, quejache, icaiché, chol del Lacandón, mopán, chol del Manché y yalain.
Junto a los itzaes y couohes, los yalain parecen haber formado una de las tres entidades políticas dominantes del Petén central durante el Posclásico. Cuando el territorio yalain alcanzó su extensión máxima, abarcaba desde la orilla oriental del lago Petén Itzá hasta Tipuj en Belice. En el siglo xvii la capital yalain se encontraba en el lugar que lleva el mismo nombre en la orilla norte del lago Macanché. En el momento que se produjo el contacto con los españoles, los yalain estaban aliados con los itzaes, una alianza cimentada por los matrimonios entre las élites de ambos grupos. A finales del siglo xvii, los registros coloniales españoles documentaron la existencia de hostilidades entre los grupos mayas en la región de los lagos, como la incursión de los couohes en los antiguos territorios de los yalain, incluyendo Zacpetén en la orilla del lago Macanché, e Ixlú en la orilla del lago Salpetén.
Los quejaches ocupaban un territorio al norte de los itzaes, entre la zona de los lagos y lo que hoy es Campeche. Al oeste de los quejaches se encontraba Acalán, habitada por un grupo de habla maya chontal, cuya capital se ubicaba en el sur del actual estado de Campeche. Los lacandones de habla cholana (que no debe confundirse con los habitantes modernos de Chiapas que llevan ese nombre) controlaban el territorio a lo largo de los afluentes del río Usumacinta que abarca el suroeste del Petén en Guatemala y el este de Chiapas. Los españoles conocían la reputación de los lacandones de ser guerreros feroces. Los xocmós eran otro grupo de habla cholana; ocupaban un territorio remoto en la selva al este de los lacandones. Los xocmós nunca fueron conquistados, ya que lograron escapar a los repetidos intentos españoles de localizarlos; aunque se desconoce su destino final, es posible que fueran los antepasados de los lacandones modernos. El territorio de los choles del Manché se encontraba en el extremo sur de lo que hoy es el departamento de Petén. Los territorios de los mopanes y chinamita se situaban en el sureste de Petén. El territorio manché se encontraba al suroeste del de los mopanes.

## Antecedentes de la conquista
En 1492 Cristóbal Colón descubrió América para la corona de Castilla. Posteriormente, aventureros privados entraron en tratos con la Corona española para conquistar las tierras recién descubiertas a cambio de ingresos fiscales y la potestad de gobernarlas. En las primeras décadas después del descubrimiento, los españoles colonizaron el Caribe y establecieron un centro de operaciones en la isla de Cuba. Tras escuchar rumores de las riquezas del Imperio azteca que se extendía por el continente, al oeste de la isla, Hernán Cortés salió en 1519 con once naves para explorar la costa mexicana. En agosto de 1521, la capital azteca de Tenochtitlan había caído ya en manos de los españoles y en menos de tres años después, estos lograron conquistar gran parte de México, extendiendo sus campañas por el sur hasta el istmo de Tehuantepec. El territorio recién conquistado se convirtió en Nueva España, dirigida por un virrey, quien respondía ante el rey de España a través del Consejo de Indias. Hernán Cortés recibió informes de tierras ricas y pobladas en el sur y envió a Pedro de Alvarado al mando de un ejército para conquistar los reinos mesoamericanos de la Sierra Madre de Guatemala y la llanura del Pacífico; la fase militar del establecimiento de la colonia española de Guatemala duró desde 1524 hasta 1541. La Capitanía General de Guatemala tuvo su capital en Santiago de los Caballeros de Guatemala (la actual Antigua Guatemala) y cubrió un amplio territorio que incluía el actual estado mexicano de Chiapas, así como El Salvador, Honduras y Costa Rica. Los españoles impusieron el dominio colonial sobre Yucatán entre 1527 y 1546, y sobre Verapaz desde el siglo xvi hasta el siglo xvii; la zona intermedia —básicamente Petén y gran parte de Belice— se mantuvo independiente durante mucho tiempo después de la sumisión de los pueblos circundantes.

## Impacto demográfico de la conquista
En 1520 un soldado español llegó a México con la viruela; como consecuencia, epidemias devastadoras azotaron las poblaciones nativas de América. Las enfermedades europeas afectaron gravemente a los diferentes pueblos mayas del Petén. Se estima que, al inicio del siglo xvi, el oeste del Petén contaba con una población de aproximadamente treinta mil mayas choles y choltís. Entre 1559 y 1721 fueron diezmados por los efectos combinados de las enfermedades, la guerra y las reubicaciones forzosas.
Cuando Nojpetén cayó en 1696, contaba con una población de aproximadamente sesenta mil mayas que vivían alrededor del lago Petén Itzá, incluyendo un número considerable de refugiados de otras zonas. Se estima que el ochenta y ocho por ciento de los habitantes murió durante la primera década del gobierno colonial debido a las epidemias y la guerra. Aunque las enfermedades fueron responsables de la mayoría de las muertes, las guerras fratricidas entre grupos mayas rivales y las expediciones militares españolas también tuvieron un impacto importante.

## Armamento y armadura
Los conquistadores solían llevar armadura de acero que incluía cota de malla y cascos. Sin embargo, el armamento maya no era lo suficientemente potente como para justificar la incomodidad de llevar una armadura europea y la armadura maya de algodón acolchado, aunque también incómodamente caliente, era flexible y pesaba mucho menos, por lo que los españoles la adoptaron en lugar de la suya propia, llevando túnicas de algodón acolchado hasta las rodillas, que solían vestir con casquillos de estilo español. Los jinetes llevaban largos protectores de piernas de algodón acolchado y sus caballos también estaban protegidos con armadura del mismo material. Los registros españoles mencionan que, durante la última campaña en los lagos del Petén de principios de 1697, habían empleado más de cincuenta mosquetes de fabricación holandesa y francesa, tres cañones ligeros de calibre de una libra (piezas) de hierro fundido y montados sobre carros, cuatro pedreros —lanzadores de piedra de dos cámaras— de hierro y dos de bronce, y seis cañones ligeros de bronce, conocidos como esmiriles.

### Armamento nativo
Según los españoles, las armas de guerra de los mayas del Petén consistían en arcos y flechas, palos afilados y endurecidos al fuego, lanzas con cabeza de pedernal y espadas conocidas como hadzab, fabricadas con madera dura con hojas de obsidiana incrustadas en ella; estas eran semejantes a los macuahuitl aztecas. Tenían un eje de madera delgada y ancha con cuchillas de obsidiana o pedernal incrustadas en los surcos en los bordes de la madera. El eje tenía una longitud de hasta ochenta centímetros y se elaboraba con la madera dura y oscura de un pequeño árbol conocido como chulul (Apoplanesia paniculata) por los mayas. El arco, o chuhul, utilizado por los mayas era descrito como casi tan alto como un hombre y se tallaba de la misma madera del chulul utilizado para el hadzab, con la cuerda fabricada con la fibra del henequén. Las flechas se hacían de caña, con una punta de sílex, hueso o diente de pez, y las remeras, de plumas. En el combate cuerpo a cuerpo, los mayas usaban dagas de unos veinte centímetros con hojas de obsidiana o pedernal incrustadas en un mango de madera de chulul. Las lanzas mayas se conocían como nabte; algunas tenían una punta endurecida al fuego, otras, una hoja de piedra afilada. Las lanzas se utilizaban principalmente para clavar y cortar, pero también podían arrojarse como una jabalina. Los mayas utilizaban lanzas de varios tamaños: las más pequeñas se utilizaban probablemente como proyectiles y las más largas tenían un tamaño similar a las utilizadas por los españoles.
Los guerreros distinguidos llevaban armadura de combate. La parte superior del cuerpo estaba cubierta por una chaqueta corta rellena de sal de roca, y los antebrazos y las piernas se protegían con ceñidos vendajes de tela o de cuero. La armadura de algodón rellena de sal era lo suficientemente fuerte para impedir la penetración de flechas. La armadura podía tener decoraciones y a menudo estaba adornada con plumas. Los guerreros comunes no vestían armadura; por lo general solo llevaban un taparrabos y pinturas de guerra. Los guerreros llevaban escudos hechos de dos barras de madera en ángulo recto cubiertas por una piel de ciervo.

## Estrategias y tácticas
Los españoles eran conscientes de que el reino itzá se había convertido en el centro de la resistencia anticolonial y aplicaron una política de cercamiento, cortando las rutas comerciales de los itzaes a lo largo de un periodo de casi doscientos años. Los itzaes resistieron a la constante intrusión española, y reclutaron aliados contra el avance español entre los pueblos vecinos. Los españoles aplicaron una estrategia de concentración de las poblaciones nativas sometidas en nuevos asentamientos coloniales, o reducciones, también conocidas como congregaciones. Los habitantes indígenas que se resistieron a estos asentamientos forzosos huyeron hacia regiones de difícil acceso en la selva, o se unieron a pueblos mayas vecinos que aún no habían sido sometidos por los españoles. Los que se quedaron en las reducciones a menudo fueron víctimas de enfermedades contagiosas.
Además de las expediciones militares, la Corona española realizó un contrato para la conquista con la orden dominicana, que envió misioneros para la pacificación de las poblaciones nativas para que aceptaran el catolicismo y la dominación española. Esta táctica funcionó en las montañas vecinas de Verapaz, hacia el sur, respaldada por la amenaza que emanaba de las guarniciones españolas estacionadas a corta distancia, pero no tuvo tanto éxito en las tierras bajas del Petén, donde los mayas podían fácilmente desaparecer en la selva y abandonar los asentamientos. La orden franciscana también participó en esfuerzos, generalmente pacíficos, para incorporar los mayas en el imperio español a través de la conversión cristiana de los dirigentes nativos; sin embargo, abrazó de forma rutinaria la práctica de la «violencia misionera», incluyendo el castigo corporal y defendió la idea de la «guerra sagrada» contra los no cristianos. En muchos casos, los mayas solo permanecían convertidos al cristianismo mientras los misioneros estaban presentes, y apostataban inmediatamente tan pronto como los frailes partían. En Guatemala, a finales del siglo xvii, el fraile franciscano Francisco de Asís Vázquez de Herrera sostuvo que la guerra contra los indígenas apóstatas era una obligación. La penetración misionera en el Petén no estaba libre de riesgo, y muchos misioneros murieron a manos de los indígenas en la región.
Los mayas independientes frecuentemente atacaron a los asentamientos de mayas cristianizados, instándoles a abandonar su nueva religión y resistir a los españoles. Con el aumento de la frecuencia de las expediciones militares españolas lanzadas contra los mayas, las comunidades mayas independientes comenzaron a solicitar la presencia de los misioneros para evitar los conflictos armados. Los itzaes trataron de utilizar a grupos mayas vecinos, como los yalain, como amortiguador contra la invasión española; también pudieron haber instigado rebeliones entre los grupos vecinos ya sometidos e incorporados en el imperio español. Como los intentos españoles por penetrar en la región se dividían entre las autoridades coloniales de Yucatán en el norte y las de Guatemala en el sur, a veces los itzaes realizaban acercamientos pacíficos en un frente, mientras continuaban los combates en el otro.

## Cortés en el Petén

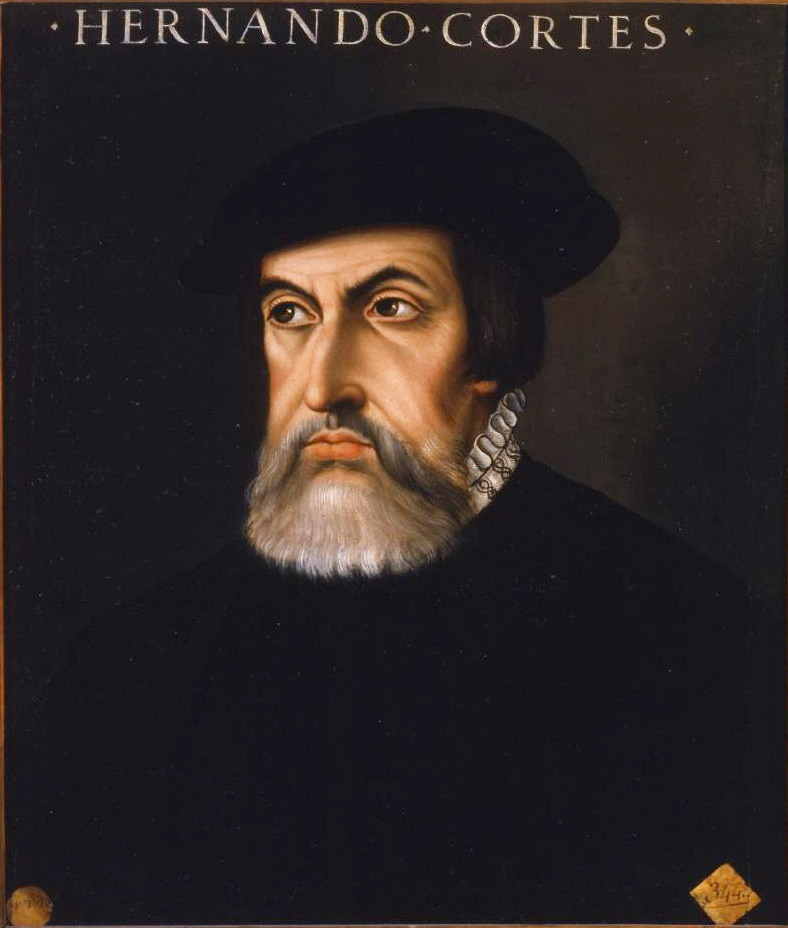
Hernán Cortés, conquistador del imperio azteca, cruzó el Petén en el siglo xvi.

En 1525, después de la conquista del imperio azteca, Hernán Cortés dirigió una expedición por tierra a Honduras, y atravesó el reino itzá en lo que hoy es el departamento de Petén en Guatemala. Su objetivo era sofocar la rebelión de Cristóbal de Olid, a quien había enviado a la conquista de Honduras y que se había establecido de forma independiente al llegar a ese territorio. La expedición de Cortés contaba con ciento cuarenta soldados españoles, noventa y tres de ellos montados, tres mil guerreros mexicanos, ciento cincuenta caballos, una piara de cerdos, artillería, municiones y otros suministros. También iba acompañado de seiscientos portadores maya chontal de Acalán. El 13 de marzo de 1525, los expedicionarios llegaron a la orilla norte del lago Petén Itzá.
Los sacerdotes católicos que acompañaban a la expedición celebraron la misa en presencia de Aj Kan Ek', el caudillo de los itzaes, de quien se decía que quedó tan impresionado que se comprometió a adorar la cruz y a destruir sus ídolos. Cortés aceptó una invitación por parte de Kan Ek' de visitar Nojpetén —también conocido como Tayasal—: cruzó a la ciudad maya con veinte soldados españoles mientras el resto de su ejército rodeaba el lago para volver a encontrarse con él en la orilla sur. A su partida de Nojpetén, Cortés dejó una cruz y un caballo cojo que los itzaes trataron como una deidad, tratando de alimentarlo con carne, aves de corral y flores, pero el animal murió al poco tiempo. No hubo otros contactos formales entre los españoles y los itzaes hasta la llegada de los sacerdotes franciscanos en 1618, cuando aparentemente la cruz dejada por Cortés todavía estaba de pie en Nojpetén.
Desde el lago, Cortés continuó hacia el sur a lo largo de las laderas occidentales de las montañas Maya, un trayecto particularmente dificultoso de treinta y dos kilómetros que tardó doce días en recorrer, y durante el cual perdió más de dos tercios de sus caballos. Cuando llegó a un río crecido con las constantes lluvias torrenciales que habían estado cayendo durante la expedición, Cortés se dirigió río arriba hasta los rápidos de Gracias a Dios, que tardó dos días en cruzar y donde perdió aún más monturas.
El 15 de abril de 1525, la expedición llegó a la comunidad maya de Tenciz. Acompañados de guías locales, los españoles se dirigieron a los cerros al norte del lago de Izabal, donde aquellos los abandonaron a su suerte. La expedición se perdió en los cerros y estuvo a punto de perecer cuando logró capturar a un joven maya que la condujo a un lugar seguro. Cortés encontró una aldea en la orilla del lago de Izabal, posiblemente Xocolo. Cortés cruzó el río Dulce hasta el asentamiento de Nito, que se encuentra en la bahía de Amatique, junto con alrededor de una docena de sus compañeros y esperó allí al resto de su ejército para reagruparse en el transcurso de la siguiente semana. Para entonces el tamaño de la expedición se había reducido a unos pocos cientos de hombres. Cortés logró ponerse en contacto con los españoles rebeldes a los que estaba buscando y descubrió que los propios oficiales de Cristóbal de Olid ya habían puesto fin a su rebelión. Regresó entonces a México por vía marítima.

## Preludio a la conquista
Desde 1527 en adelante, los españoles se volvieron cada vez más activos en la península de Yucatán, y lograron establecer un número de colonias y pueblos por 1544, incluyendo Campeche y Valladolid, en lo que hoy es México. Por el impacto de la colonización en el norte de la península —incluyendo la invasión, las enfermedades epidémicas y la exportación de hasta cincuenta mil esclavos mayas— muchos pobladores nativos huyeron hacia el sur para unirse a los itzaes alrededor del lago Petén Itzá, dentro de las fronteras modernas de Guatemala.
Desde finales del siglo xvi hasta el siglo xvii, los misioneros dominicos desarrollaron sus actividades de conversión no violenta en Verapaz y el sur de Petén con un éxito limitado. En el siglo xvii, los franciscanos llegaron a la conclusión de que la pacificación y conversión cristiana de los mayas no sería posible mientras los itzaes se mantuvieran independientes en el lago Petén Itzá. El flujo constante de fugitivos que huían de los territorios bajo dominio español para buscar refugio con los itzaes estaba privando de mano de obra reglamentada al sistema colonial de la encomienda.

### Las misiones en el sur de Petén
En 1596 los primeros misioneros católicos entraron en el sur del Petén para convertir a los choles del Manché y mopanes. Desde hacía mucho tiempo, los quekchíes de Verapaz tenían estrechos vínculos con los choles del Manché. Las ciudades coloniales mayas de Cobán y Cahabón en Alta Verapaz, vendían plumas de quetzales, copal, chile, algodón, sal y herramientas de hierro de fabricación española a sus vecinos lacandones y choles del Manché de las tierras bajas, a cambio de cacao y achiote. Muchos quekchíes huyeron del dominio español en Verapaz para refugiarse entre los lacandones y choles del Manché. Estos fugitivos fortalecieron los vínculos existentes entre los choles independientes y los mayas bajo control español en Verapaz; El constante flujo de la población maya entre la región colonizada de Verapaz y la zona independiente en el sur del Petén resultó en un proceso de sincretismo religioso que las autoridades religiosas españolas no lograron detener. Sin embargo, estos vínculos no impidieron a los españoles servirse de los quekchíes para conquistar y reducir los choles del Manché.
A partir de mediados del siglo xvi, la orden de los dominicos se había encargado de la conversión pacífica de los choles de Verapaz y del sur de Petén, así como su concentración en nuevos asentamientos coloniales. Los itzaes temían que los choles del Manché, recién convertidos, llevarían a los españoles a Nojpetén. En 1628 los asentamientos de los choles del Manché fueron puestos bajo la autoridad del gobernador de Verapaz, con el fraile dominico Francisco Morán como su jefe eclesiástico. Morán favoreció un enfoque más duro para la conversión de los manché y trasladó soldados españoles a la región como protección contra las incursiones de los itzaes que venían del norte. El establecimiento de una nueva guarnición española en un área que anteriormente no había conocido una fuerte presencia militar española provocó una revuelta entre los manché, seguida por el abandono de los asentamientos indígenas. Se considera posible que los itzaes, preocupados por los avances españoles en su territorio, instigasen la rebelión manché que tuvo lugar en la Cuaresma de 1633.
Hacia finales del siglo xvii, se produjo un cambio en las prioridades españolas, ya que tras el fracaso de los esfuerzos dominicos para convertir a los choles de forma pacífica, combinado con la creciente presencia británica en el Caribe, las autoridades coloniales decidieron terminar el monopolio dominicano y autorizar la entrada de los franciscanos y otras órdenes religiosas en la región; Comenzaron a sopesar también la posibilidad de lanzar una operación militar en la región. Entre 1685 y 1689, los quekchíes de Cobán y Cahabón se vieron obligados a ayudar a los españoles en sus expediciones armadas contra los choles del Manché y en el reasentamiento forzoso de estos en Verapaz. Estas acciones despoblaron el sur del Petén y condujeron a la ruptura de las rutas comerciales que vinculaban los asentamientos coloniales de Guatemala con los mayas independientes del Petén. De 1692 a 1694, los frailes franciscanos Antonio Margil y Melchor López desarrollaron actividades de conversión entre los choles del Manché y del Lacandón. Finalmente fueron expulsados por los choles; a su regreso a Santiago de Guatemala los franciscanos propusieron tres rutas de invasión del sur del Petén y la región vecina de Chiapas. A lo largo del siglo xvii, los misioneros encontraron una considerable resistencia entre los manché, que persistió hasta que los españoles finalmente decidieron trasladarlos a una zona en la que podían ser controlados con mayor facilitad. En el momento del contacto con los españoles, había una población de alrededor de diez mil manché; fueron diezmados por la guerra y las enfermedades europeas, y los sobrevivientes fueron deportados a Rabinal, en el actual departamento de Baja Verapaz. Después del año 1700, los choles del Manché dejaron de tener importancia en la historia del Petén.
A la llegada de los españoles, los mopanes tenían una población estimada de entre diez mil y veinte mil personas. En 1692 el Consejo de Indias ordenó que los choles del Manché y mopanes fuesen sometidos de manera definitiva. La población sufrió los efectos de la guerra y de las enfermedades, y los pocos sobrevivientes fueron trasladados a reducciones españolas en el sureste del Petén, antes de ser reubicados en asentamientos coloniales en otras partes del Petén. En 1695, las autoridades coloniales decidieron efectuar un plan para conectar la provincia de Guatemala con Yucatán, y los soldados comandados por Jacinto de Barrios Leal, presidente de la Real Audiencia de Guatemala, conquistaron un número de comunidades choles. La más importante de ellas fue Sakb'ajlan, a la orilla del río Lacantún en el este de Chiapas, ahora en México, que fue rebautizada como Nuestra Señora de Dolores o Dolores del Lacandón, en abril de 1695. Este ataque fue parte de una ofensiva tridente contra los pueblos independientes de Petén y Chiapas; un segundo grupo salió de Huehuetenango para unirse a las fuerzas de Barrios Leal. El tercer grupo, bajo el mando de Juan Díaz de Velasco, marchó desde Verapaz contra los itzaes. A Barrios Leal le acompañaba el fraile franciscano Antonio Margil, quien se desempeñó como asesor, así como su confesor personal y capellán de las tropas. Los españoles construyeron un fuerte para una guarnición de treinta soldados. El fraile mercedario Diego de Rivas se estableció en Dolores del Lacandón, y él y sus compañeros mercedarios bautizaron a varios cientos de choles del Lacandón en los meses siguientes y establecieron contactos con las comunidades vecinas.
La resistencia contra los españoles continuó, y guerreros choles hostiles mataron a un número de indígenas cristianos recién bautizados. Sin embargo, a principios de marzo de 1696, el éxito de los frailes fue tal que el capitán Jacobo de Alzayaga y los mercedarios decidieron lanzar una expedición al lago Petén Itzá. Con ciento cincuenta soldados fuertemente armados y acompañados de guías nativos, se dirigieron hacia el este, hacia el río La Pasión, viajando en cinco grandes canoas. Llegaron hasta la sabana situada al sureste del lago, pero decidieron volver por razones desconocidas. Antonio Margil permaneció en Dolores del Lacandón hasta 1697. Los choles de la selva lacandona fueron reasentados en Huehuetenango a principios del siglo xviii.

## Conquista de los lagos centrales

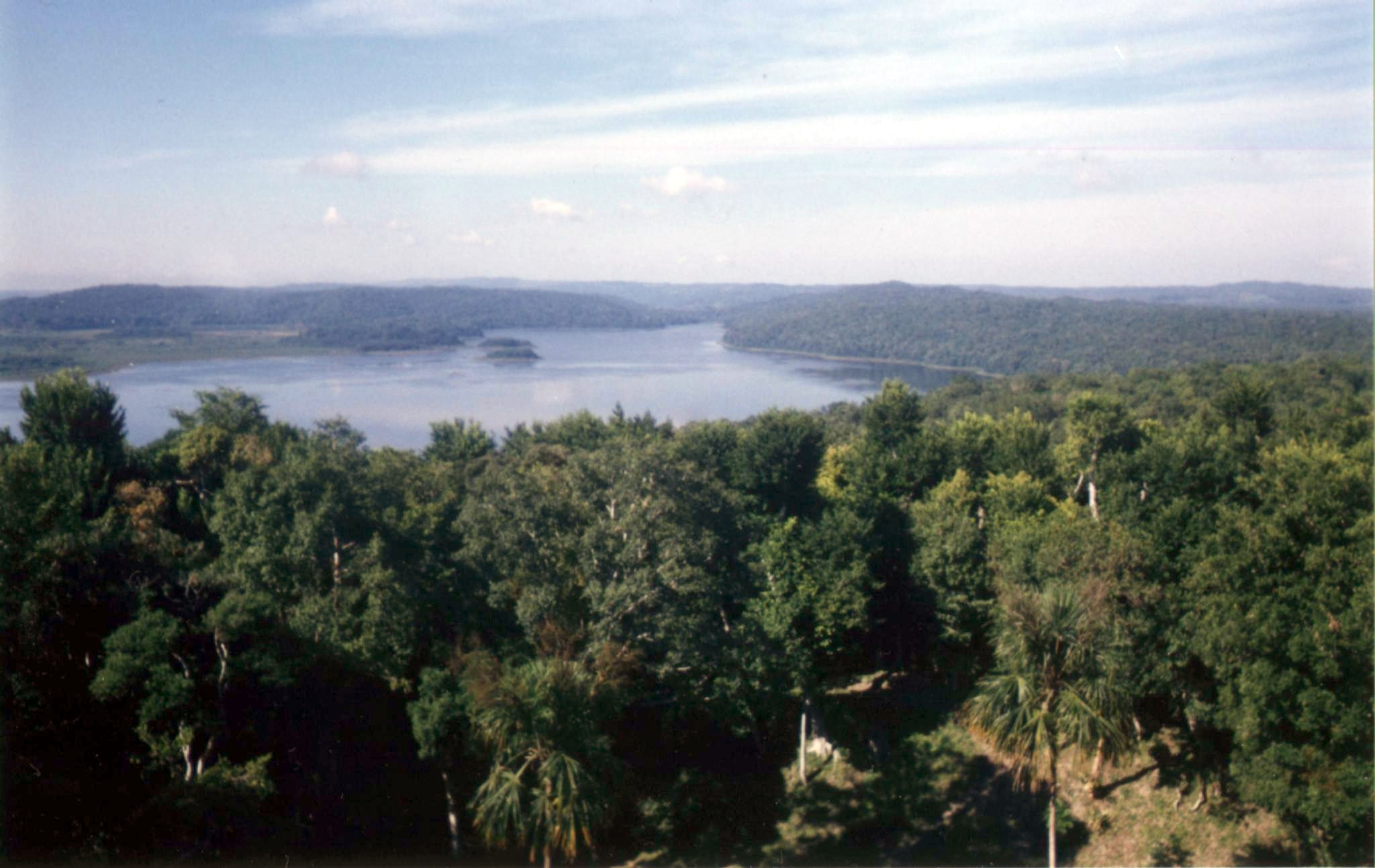
El lago Yaxhá está rodeado por una selva densa.

Nojpetén cayó tras un ataque español el 13 de marzo de 1697, más de ciento cincuenta años después de la conquista del resto de la península de Yucatán y más de ciento sesenta años después de la conquista de las tierras altas de Guatemala. La combinación de su lejanía geográfica y la hostilidad y reputación feroz de sus habitantes mayas causó la prolongada demora en la conquista de la región del Petén. Durante este tiempo los itzaes utilizaron a los yalain como amortiguador oriental contra el avance español desde Belice. El prolongado contacto indirecto entre los itzaes y los invasores españoles permitió a los primeros desarrollar una comprensión de las estrategias y tácticas españolas, que se perfeccionó a lo largo del período de casi dos siglos en el cual estuvieron rodeados por territorios dominados por los europeos. Este entendimiento hizo que la conquista del Petén se distinguiera de las conquistas de los aztecas e incas del siglo xvi. Los españoles, en cambio, tenían una comprensión muy pobre de los itzaes y sus vecinos, y los consideraban como salvajes ignorantes cuyo reino estaba protegido por Satanás contra los esfuerzos de cristianización del imperio español y la iglesia católica. Desde la época en que Hernán Cortés cruzó el Petén en el siglo xvi, los españoles creyeron erróneamente que el rey de los itzaes (el Aj Kan Ek') era el gobernante supremo de toda la región central del Petén.

### Principios delsigloXVII

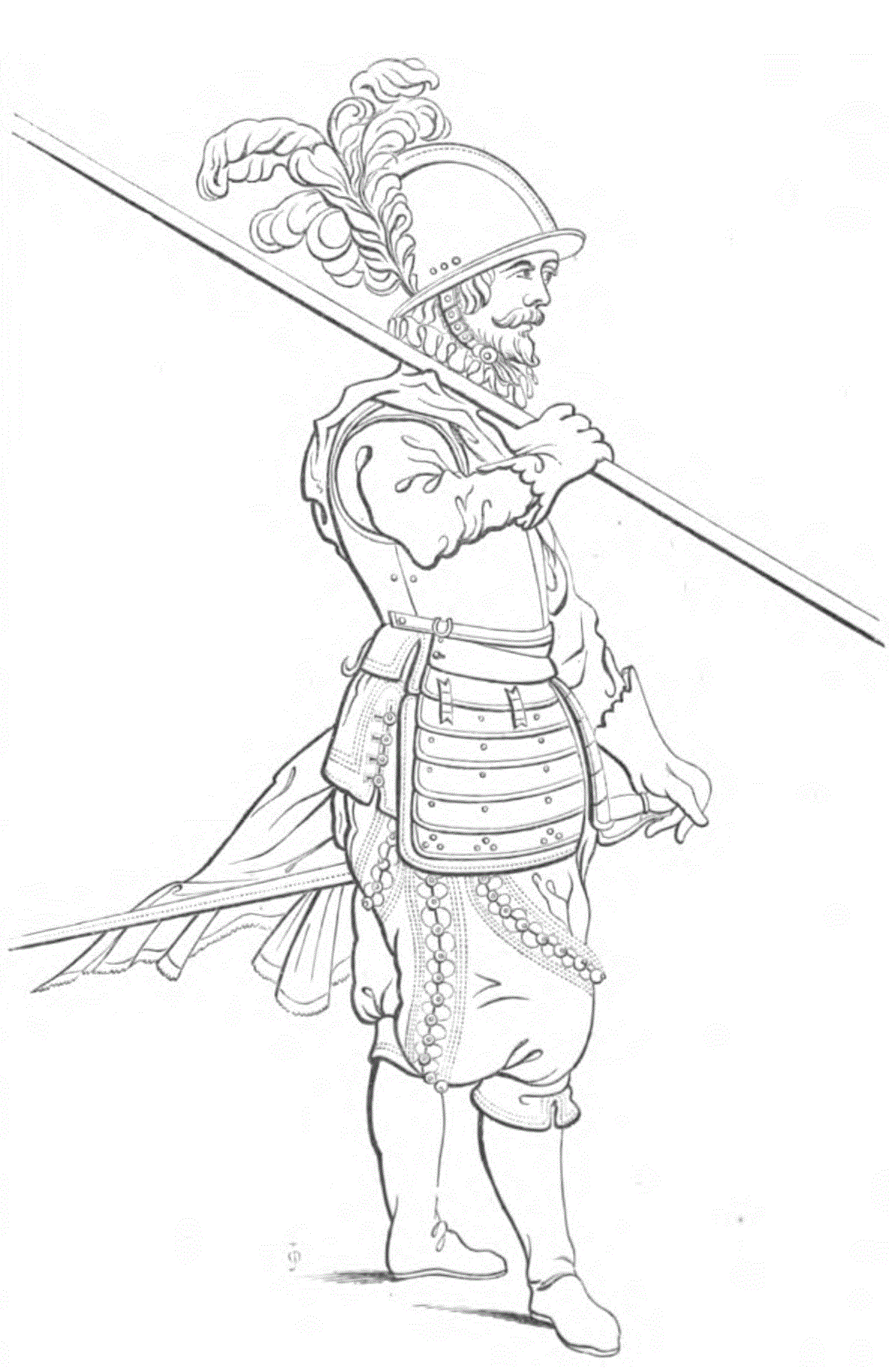
Piquero europeo del siglo xvii.

Durante casi cien años no hubo otros intentos españoles de visitar a los belicosos habitantes itzaes de Nojpetén. En 1618 dos frailes franciscanos salieron de Mérida en Yucatán hacia el centro de Petén en una misión para convertir pacíficamente a estos indígenas paganos; estos frailes fueron Bartolomé de Fuensalida y Juan de Orbita a quienes acompañaron algunos mayas cristianizados. Andrés Carrillo de Pernía, el alcalde criollo de Bacalar, se unió al grupo de viajeros en Bacalar, los escoltó río arriba hasta Tipuj y regresó a Bacalar tras asegurarse que los frailes habían recidido una buena acogida en esa localidad. Después de un arduo viaje de seis meses, los viajeros fueron bien recibidos por el entonces caudillo del lugar, Kan Ek. Se quedaron en Nojpetén por algunos días para evangelizar a los itzaes, pero Kan Ek' se negó a renunciar a su religión, a pesar de mostrar un interés en las misas celebradas por los misioneros católicos. Kan Ek' les informó que, de acuerdo con la antigua profecía itzá, todavía no era hora de que se convirtiesen. En los años que transcurrieron desde la visita de Cortés a Nojpetén, los itzaes habían construido una estatua del caballo deificado. Juan de Orbita se indignó tanto al ver al ídolo que se subió en la estatua para romperla. Fuensalida solo logró salvar a los visitantes de la furia de los nativos por medio de un sermón particularmente elocuente, que dio como resultado que les fuera perdonada la vida. Los intentos de convertir a los itzaes fracasaron, y los frailes debieron abandonar Nojpetén.
Los frailes regresaron en octubre de 1619 y se quedaron durante dieciocho días. Otra vez más, Kan Ek' les dio la bienvenida, pero esta vez los sacerdotes mayas eran hostiles a los misioneros y celosos de su influencia sobre el rey. Convencieron a la esposa de Kan Ek' de tratar de persuadirlo de expulsar a los indeseados visitantes. Guerreros armados rodearon los alojamientos de los misioneros, escoltaron a los frailes y sus sirvientes a una canoa y les indicaron que se marchasen para nunca regresar. Juan de Orbita intentó resistir, pero fue reducido por un guerrero itzá, que lo dejó inconsciente. Los misioneros sobrevivieron al viaje de regreso a Mérida, aunque fueron expulsados sin alimentos ni agua.
Antes de principios del siglo xvii, el Petén occidental había contado con una abundante población chol y choltí y una importante ruta comercial de los itzaes atravesaba la región. A mediados del siglo xvii, estas poblaciones habían menguado notablemente por la guerra, las enfermedades y el traslado forzoso de los habitantes a los asentamientos coloniales, lo que redujo la importancia económica de la región para los itzaes. Al mismo tiempo, los quejaches se convirtieron en intermediarios importantes entre los itzaes y Yucatán. Previamente los putunes de Acalá, un subgrupo de los quejaches, había mantenido lazos comerciales directos con los itzaes, pero fueron reubicados por los españoles. El restante de los quejaches, diezmado por las enfermedades y sujeto a una intensa atención por parte de los misioneros españoles, ya no estaba en condiciones de suministrar directamente a los itzaes y se convirtió en mero intermediario del comercio itzá.

#### Contratiempos españoles en la década de 1620
En marzo de 1622, el gobernador de Yucatán Diego de Cárdenas ordenó al capitán Francisco de Mirones Lezcano lanzar un asalto contra los itzaes; el capitán salió de Yucatán con veinte soldados españoles y ochenta mayas de Yucatán. El fraile franciscano Diego Delgado se unió posteriormente a la expedición. Esta acampó primero en IxPimienta; en mayo se trasladó a Sakalum, al suroeste de Bacalar, donde hubo una larga demora mientras esperaba la llegada de refuerzos. Camino de Nojpetén, Delgado consideró que los soldados trataban con excesiva crueldad a los mayas y abandonó la expedición para buscar su propia ruta a la ciudad, acompañado de ochenta mayas cristianizados de Tipuj en Belice. Mientras tanto, los itzaes —cuya actitud ante nuevos intentos misioneros españoles se había endurecido— se enteraron del acercamiento de la expedición militar. Cuando De Mirones se enteró de la marcha de Delgado, envió trece soldados para persuadirlo de regresar o, si no lo lograban, que continuasen con él como escolta. Los soldados lo alcanzaron justo antes de Tipuj, pero el fraile estaba decidido a seguir por su cuenta hacia Nojpetén. Desde Tipuj, Delgado envió un mensajero a Kan Ek', pidiendo permiso para viajar a Nojpetén; el rey itzá respondió con la promesa de un salvoconducto para el misionero y sus acompañantes. A su llegada en la capital itzá, el grupo fue inicialmente recibido pacíficamente, pero tan pronto como los soldados españoles bajaron la guardia, los itzaes se apoderaron del grupo. Los soldados fueron sacrificados a los dioses mayas; se les arrancaron los corazones y las cabezas empaladas en estacas se colocaron alrededor de la ciudad. Después del sacrificio de los soldados españoles, los itzaes tomaron a Delgado, cortaron su corazón del pecho y lo desmembraron; exhibieron su cabeza en una estaca junto con los demás españoles. El jefe de los acompañantes mayas de Delgado corrió la misma suerte. Sin noticias de la escolta de Delgado, De Mirones envió a Bernadino Ek, un explorador maya, con dos soldados españoles para averiguar su destino. Cuando llegaron a la orilla del lago Petén Itzá, los itzaes los llevaron a la capital y los encarcelaron. Escaparon y trataron de alcanzar una canoa amarrada en la orilla del lago, pero los dos españoles, frenados por sus ataduras, pronto fueron recapturados. Por el contrario, Bernadino Ek logró escapar y pudo informar a De Mirones.
Poco después, el 27 de enero de 1624, una partida de guerra itzá acaudillada por AjK'in P'ol capturó por sorpresa a De Mirones y a sus hombres mientras se encontraban desarmados en la iglesia de Sakalum y los asesinó. Los refuerzos a cargo de Juan Bernardo Casanova llegaron demasiado tarde para evitar la matanza; los soldados españoles habían sido sacrificados, ahorcados y decapitados y sus cuerpos quemados y empalados a la entrada de la población; a De Mirones y al sacerdote franciscano local les habían arrancado el corazón tras atarlos a los pilares de la iglesia. Los atacantes también habían colgado a algunos de los hombres y mujeres mayas de la localidad sin decapitarlos, antes de prender fuego al pueblo.
Después de estas masacres, se establecieron guarniciones españolas en varias localidades del sur de Yucatán, y se ofrecieron recompensas por información sobre el paradero de AjK'in P'ol. El gobernador maya de Oxkutzcab, Fernando Kamal, partió con ciento cincuenta arqueros mayas para buscar al jefe itzá; lograron capturarlo junto a sus seguidores y recuperar los objetos litúrgicos de plata saqueados de la iglesia de Sakalum y las pertenencias de De Mirones. Se condujo a los prisioneros ante el capitán español Antonio Méndez de Canzo; interrogados bajo tortura, se les juzgó y condenó a ser colgados, arrastrados y descuartizados. Fueron decapitados, y las cabezas exhibidas en las plazas de los pueblos a lo largo del Partido de la Sierra, en lo que hoy es el estado mexicano de Yucatán. Con estos acontecimientos, se terminaron todos los intentos españoles de contactar con los itzaes hasta el año 1695. En la década de 1640, los conflictos internos en España desviaron la atención del gobierno de conquistar tierras desconocidas; durante los cuarenta años siguientes, la Corona española careció del tiempo, del dinero o del interés para este tipo de aventuras coloniales.

### Finales delsigloXVII
En 1692 Martín de Urzúa y Arizmendi, un noble vasco, propuso al rey español la construcción de un camino desde Mérida hacia el sur hasta enlazar con la colonia guatemalteca, «reduciendo» al mismo tiempo las poblaciones nativas independientes en «congregaciones» coloniales; esto formaba parte de un plan más amplio para subyugar a los lacandones y choles del Manché del sur de Petén y del curso superior del río Usumacinta. En el plan original, se preveía que la provincia de Yucatán construyera la sección norte y Guatemala la sección sur del camino, para unir ambos tramos en algún lugar en el territorio chol; el plan se modificó posteriormente para que el trazado pasara más hacia el este, a través del territorio del reino itzá.

#### Contacto diplomático hispano-itzá en 1695
En diciembre de 1695, las autoridades coloniales españolas en Mérida recibieron una delegación diplomática enviada por el Aj Kan Ek'. El contacto diplomático había sido negociado por el capitán español Francisco Hariza y Arruyo, alcalde de Bacalar-de-Chunjujub'. En abril de 1695, Hariza había enviado un emisario maya cristiano de Tipuj a Nojpetén, cuya llegada casi coincidió con los preparativos de los itzaes para defenderse de una expedición española lanzada desde Guatemala; no obstante, el emisario fue recibido en paz y enviado a Hariza con promesas de sumisión a España. En agosto Hariza viajó a Mérida, acompañado de una delegación de siete nativos yalain de Tipuj que ofrecieron su sometimiento a España. Sin embargo, en realidad cuatro de los miembros de la delegación no eran de Tipuj, sino emisarios diplomáticos itzaes enviados de incógnito desde el territorio yalain para discutir posibles contactos pacíficos con las autoridades coloniales en Mérida. Mandaba la delegación itzá AjChan, un sobrino del rey itzá. AjChan y sus acompañantes regresaron a Nojpetén en noviembre, pero no se quedaron mucho tiempo antes de viajar nuevamente a Mérida.

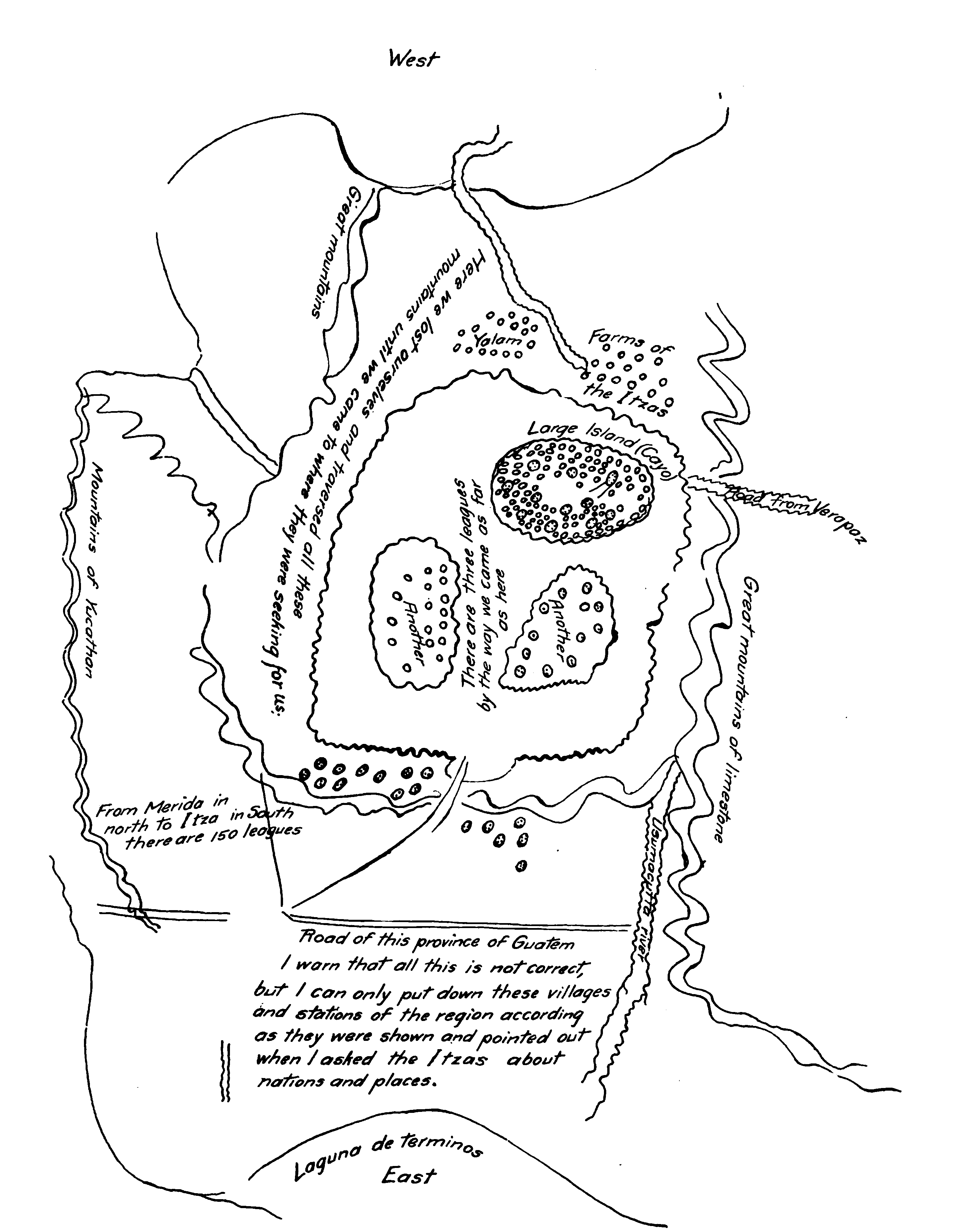
Reproducción en idioma inglés del mapa del lago Petén Itzá originalmente dibujado por Avendaño en 1696.

En diciembre, Kan Ek' despachó a AjChan con tres compañeros itzaes para negociar la paz con España. Un pequeño grupo de mopanes de la región de Tipuj los acompañó a Mérida. Por sus vínculos familiares y matrimoniales, AjChan tuvo un papel clave como intermediario entre los itzaes, yalain y couohes; también tenía lazos familiares con los mayas semicristianizados de Tipuj, y su madre era de Chichén Itzá en el norte de Yucatán. Su matrimonio con una mujer couoh había sido un intento, finalmente infructuoso, de poner fin a las hostilidades entre itzaes y couohes. Kan Ek' envió a AjChan a Mérida con un mensaje de sumisión pacífica al imperio español en un intento de consolidar su propia posición como único gobernante de los itzaes, incluso si esto significaba sacrificar la independencia itzá ante España. El tío del rey itzá y los couohes estaban fundamentalmente opuestos a cualquier negociación con los españoles y consideraron la misión de AjChan como una traición. Los españoles desconocían las tensiones entre las diferentes facciones mayas de la región central del Petén, que para entonces se habían intensificado hasta convertirse en una guerra entre mayas. AjChan fue bautizado como Martín Francisco el 31 de diciembre de 1695, y Martín de Urzúa, gobernador de Yucatán, actuó como padrino.
La llegada de AjChan y su posterior bautismo fue un importante éxito diplomático para Urzúa, quien utilizó la visita para medrar políticamente, presentando la embajada como la definitiva sumisión pacífica del reino itzá a la Corona española. Este sometimiento formal del reino itzá fue un punto de inflexión crítico, ya que, desde un punto de vista jurídico, los itzaes eran desde entonces súbditos, lo que permitía esquivar la prohibición real en esta época contra las conquistas militares. A mediados de enero de 1696, AjChan y sus compañeros salieron de Mérida con una escolta española y regresaron a Tipuj a finales del mes. Después de unos días en Tipuj, se enteraron de los acontecimientos violentos que estaban tenido lugar alrededor del lago Petén Itzá, incluyendo la batalla de Ch'ich' y la posterior muerte violenta de dos frailes franciscanos. Como temía la reacción de su escolta, AjChan decidió abandonarla para refugiarse en territorio yalain.

#### Incursión de García de Paredes desde Yucatán, marzo-abril de 1695
El gobernador de Yucatán, Martín de Urzúa y Arizmendi, inició la construcción del camino de Campeche al sur hacia el Petén. A principios de marzo de 1695, ordenó explorar esta ruta al capitán Alonso García de Paredes, que tenía experiencia previa en expediciones militares en los alrededores de Sajkab'chen (cerca de la localidad actual de Xcabacab en el estado de Campeche); García encabezó un grupo de cincuenta soldados españoles, acompañados por guías nativos, arrieros y peones. La expedición avanzó al sur de Sajkab'chen y se internó en territorio quejache, que comenzaba en Chunpich, a unos cinco kilómetros al norte de la frontera moderna entre México y Guatemala. Recogió a algunos nativos para trasladarlos a asentamientos coloniales, pero también encontró resistencia armada, y en una aldea se produjo un enfrentamiento que ocasionó la muerte de ocho guerreros quejaches. Los habitantes capturados durante el choque informaron a García de que la zona estaba poblada por muchos mayas independientes, tanto quejaches como otros. A mediados de abril, el capitán García decidió retirarse, probablemente para escoltar a los quejaches capturados a su encomienda de Sajkab'chen, en la que debían trabajar para él, y presentó el informe sobre la expedición a Urzúa el 21 de abril de 1695.

#### Incursión de Díaz de Velasco y Cano desde Verapaz, marzo-abril de 1695

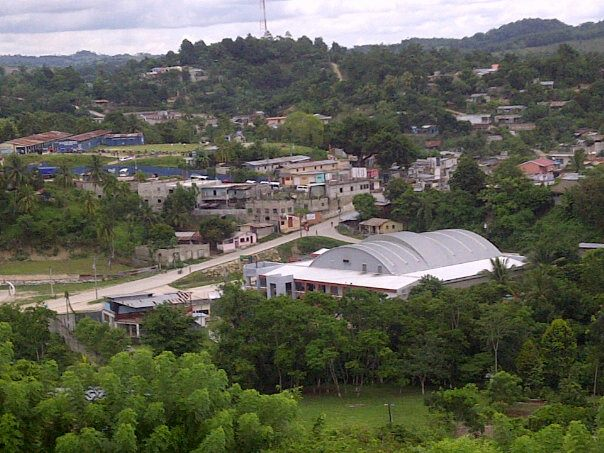
La actual ciudad de San Luis se fundó sobre la antigua capital mopán.

En marzo de 1695, el capitán Juan Díaz de Velasco salió de Cahabón, Alta Verapaz, con setenta soldados españoles, acompañados de un gran número de arqueros mayas de Verapaz y arrieros nativos; cuatro frailes dominicos, encabezados por el fray criollo Agustín Cano, se unieron también a la expedición. Oficialmente, los soldados españoles fueron incluidos en la expedición únicamente como escolta para los dominicos. En realidad, la expedición guatemalteca, a las órdenes del presidente Jacinto de Barrios Leal, estaba tratando de alcanzar secretamente la capital de los itzaes antes de que Martín de Urzúa pudiera hacerlo desde Yucatán; la existencia de esta expedición se ocultó cuidadosamente en todas las comunicaciones entre Guatemala y el gobernador de Yucatán. La expedición guatemalteca formó parte de una ofensiva tridente contra los pueblos independientes de Petén y Chiapas; las otras dos expediciones fueron lanzadas contra los lacandones.
La columna del capitán Juan Díaz de Velasco avanzó hacia el norte a través del territorio chol y continuó luego por territorio mopán; allí acampó en la localidad de Mopán, actualmente conocida como San Luis. Temiendo la reacción de sus belicosos vecinos itzaes, tanto los choles como los mopanes afirmaron no saber de ninguna ruta hacia el lago Petén Itzá. Los españoles se detuvieron durante varios días en Mopán debido a problemas de abastecimiento y deserciones entre los portadores nativos. Los dominicos aprovecharon la demora para hacer proselitismo entre los mopanes, y el fraile Cano escribió que había convertido a cuatro «caciques», aunque en realidad Taxim Chan, rey de los mopanes, había huido con muchos de los habitantes de la capital. Por su parte, Cano creía que los mopanes estaban gobernados por el rey de los itzaes.

##### Primer enfrentamiento
Los españoles creían que, si continuaban avanzando hacia el lago Petén Itzá, tendrían que encontrarse con otra expedición que había salido simultáneamente y que encabezaba el propio presidente Barrios, sin saber que Barrios no había logrado llegar a la región. El 6 de abril, Díaz de Velasco mandó adelante a un contingente de exploradores compuesto de cincuenta mosqueteros acompañados por arqueros nativos. Pronto encontraron evidencia de campamentos recientes de los itzaes, que parecían datar del mes anterior. Los exploradores descubrieron un camino claro hacia el norte al reino itzá, y el grupo lo siguió. La fuerza principal de la expedición acampó cerca de diez leguas (cuarenta y dos kilómetros) al sur del lago, mientras se enviaba de avanzadilla un pequeño grupo de exploradores, compuesto por dos soldados españoles, dos arqueros y dos arrieros de Verapaz y dos intérpretes nativos de habla chol. El grupo de exploradores avanzó hasta la sabana, justo al sur del lago Petén Itzá, donde se encontraron con unos treinta cazadores itzaes armados con lanzas, escudos y arcos, y acompañados de perros de caza. Los cazadores sacaron sus armas preparándose para luchar, pero el intérprete mopán, siguiendo instrucciones, explicó que el grupo español estaba formado por comerciantes que venían en son de paz, acompañados por misioneros. Los españoles comenzaron a sospechar que el intérprete estaba conspirando con los cazadores itzaes, y uno de los arqueros de Verapaz lo trajo de vuelta al grupo. El encuentro terminó en una pelea, y otra vez más los itzaes sacaron las armas. Los españoles dispararon sus mosquetes, hiriendo fatalmente a dos cazadores, y un indígena de Verapaz atacó a los itzaes con un machete. Los cazadores huyeron y abandonaron los alimentos y las flechas de su campamento.

##### Segundo enfrentamiento
Cinco días después de esta escaramuza, Antonio Machuca encabezó un grupo de doce mosqueteros, veinticinco arqueros y trece arrieros para buscar al presidente Barrios, así como para encontrar una ruta fluvial hacia el lago y capturar un nuevo intérprete, ya que habían perdido la confianza en el anterior. El grupo principal llegó a la sabana cerca del lago. La noche siguiente, un miembro del grupo de avanzada regresó al campamento con un prisionero itzá, capturado tras una lucha feroz con los exploradores. El interrogatorio del detenido reveló que pertenecía a un linaje itzá de alto rango y que había sido enviado a buscar a la expedición española para averiguar si su propósito era comerciar o invadir el país. El resto del grupo de exploradores de Machuca pronto volvió al campamento principal, informando que habían acampado a cuatro leguas (unos 16,7 kilómetros) del lago, donde se habían encontrado con otro grupo de caza itzá compuesto de «una docena» de personas. Los españoles intentaron utilizar a su intérprete para comunicarse con ellos, pero los itzaes respondieron con una lluvia de flechas. Los mosqueteros españoles trataron de responder con fuego de mosquete, pero la pólvora estaba demasiado mojada para que pusiesen disparar. Los guerreros itzaes atacaron con lanzas, hachas y machetes, y en el consiguiente combate mano a mano, que duró una hora, murieron seis itzaes; el resto, finalmente, se retiró. Gracias a su armadura de algodón acolchado, el grupo español no sufrió lesiones durante la refriega y persiguió a los indígenas. Al alcanzarlos, sobrevino otra escaramuza feroz, que duró otra hora y durante la cual murieron la mayoría de los demás itzaes. Tres de ellos escaparon, y su jefe quedó inconsciente a golpes de machete en la cabeza; se lo tomó prisionero y posteriormente se recuperó totalmente. El grupo de Machuca llegó a la orilla del lago, pero, aunque los integrantes pudieron divisar la isla de Nojpetén, se percataron de una fuerza itzá tan grande que prefirieron retirarse hacia el sur para regresar al campamento principal.
Un relato itzá del enfrentamiento llegó a las autoridades coloniales de Yucatán a través de Tipuj. Los itzaes informaron que la expedición guatemalteca se acercó a caballo a la vista de Nojpetén, y una treintena de itzaes curiosos se congregaron para hablar con los intrusos, tras lo cual fueron atacados por los españoles; treinta itzaes murieron por la acometida española, varios fueron heridos y uno ellos, capturado. Un emisario maya cristiano de Bacalar-de-Chunjujub' se encontraba en Nojpetén en este momento e informó que los itzaes reunieron entre tres y cuatro mil guerreros para repeler la expedición de Díaz de Velasco.

##### Retiro a Guatemala
El 24 de abril, el primer prisionero escapó del campo principal; un segundo prisionero herido fue capturado por Machuca y sus hombres el mismo día. El interrogatorio del nuevo prisionero, quien resultó ser un noble itzá, reveló que el reino itzá estaba en estado de alerta para rechazar a los españoles. Fray Cano se reunió con sus compañeros dominicos para discutir lo que debería hacerse tras recibir información, tanto de Machuca como del prisionero, de que los itzaes estaban listos para la guerra. Los dominicos se mostraron muy críticos con la disposición de los soldados de abrir fuego contra grupos de nativos mal armados que no representaban una amenaza real, y sospechaban que el presidente Barrios no se hallaba cerca del lago; además, los españoles empezaban a sucumbir a las enfermedades, y los reclutas indígenas de Verapaz estaban desertando diariamente. Díaz estuvo de acuerdo con los dominicos; dos arrieros ya habían muerto a causa de enfermedades, y reconoció que el tamaño de la expedición no era suficiente para una confrontación a gran escala con la nación itzá. Así pues, la columna se retiró casi de inmediato a Cahabón. Posteriormente, el nuevo prisionero, AjK'ixaw, fue llevado a Santiago de los Caballeros de Guatemala, donde los dominicos lo interrogaron minuciosamente. En Guatemala, AjK'ixaw aprendió el idioma español y regresó a Petén en 1696 como guía e intérprete de otra expedición, antes de volverse en contra de sus captores. Después de la retirada de los españoles, corrían rumores entre los itzaes y couohes de que volverían para masacrar a la población maya; en anticipación, los mayas abandonaran grandes extensiones de su territorio, incluso muchos asentamientos, en un área que comprendía desde el lago Petén Itzá hasta Tipuj por el este y por el sur hasta Mopán.

#### Incursión de García de Paredes desde Yucatán, mayo de 1695

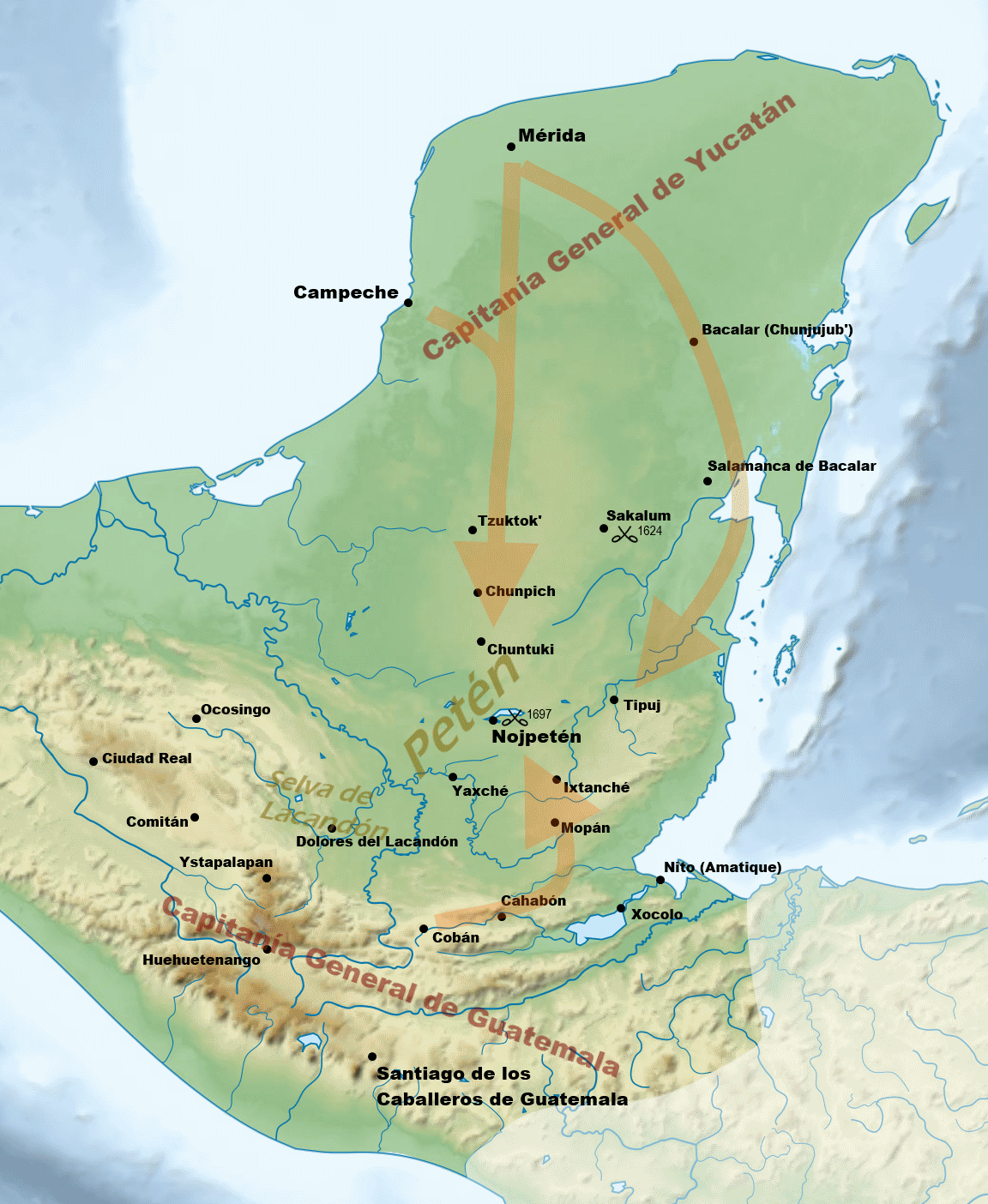
Rutas de entrada a Petén del siglo xvii desde Yucatán y desde Guatemala, con algunos de los topónimos mencionados en el texto.

Cuando el capitán García de Paredes regresó inesperadamente a Campeche a principios de mayo de 1695, el gobernador Martín de Urzúa ya había preparado refuerzos para su expedición, y a la llegada de García, se le asignaron inmediatamente los soldados adicionales. El 11 de mayo Urzúa ordenó García de iniciar una segunda expedición hacia el sur acompañado de cien mayas asalariados, que recibieron un pago de tres pesos por mes y una suspensión de sus obligaciones de trabajo y tributo de encomienda. García contrató soldados suplementarios con sus propios fondos, como lo hizo también José Fernández de Estenos, un residente de Campeche que iba a servir como segundo al mando. La fuerza definitiva contaba con ciento quince soldados y ciento cincuenta mosqueteros mayas, además de los obreros y arrieros mayas; el resultado final fue una expedición de más de cuatrocientos hombres, un número considerable en la empobrecida provincia de Yucatán. Urzúa también ordenó que dos compañías de mosqueteros mayas de Tekax y Oxkutzcab se unieran a la expedición en B'olonch'en Kawich, a unos sesenta kilómetros al sureste de la ciudad de Campeche. Bonifacio Us era capitán de la compañía de Tek'ax; Diego Uk lideró la compañía de Oxk'utzkab'. Marcos Pot fue el «capitán cacique» de ambas compañías mayas; los tres oficiales eran mayas. Una compañía maya de Sajkab'chen sirvió como mosqueteros de élite, encargados de reunir a los pobladores de la selva y deportarlos a las reducciones; se dispensó a esta compañía de realizar trabajo pesado. Los soldados no mayas eran una mezcla de españoles, mestizos (raza mixta de español y nativo) y mulatos (raza mixta de español y negro).
El 23 de junio Urzúa recibió noticia de la ocupación de Sakb'ajlan (Dolores del Lacandón) por tropas guatemaltecas. En ese instante, García se encontraba en Tzuktok', cerca de la frontera quejache. Aunque la labor de Urzúa era construir un camino que conectase Yucatán con Guatemala según lo autorizado por la Corona española, se vio envuelto en una carrera por conquistar el reino itzá. El presidente Barrios de Guatemala había llegado a Sakb'ajlan y regresaba por entonces a Santiago para preparar otra expedición; al mismo tiempo, los soldados guatemaltecos ya habían llegado a la orilla del lago Petén Itzá. Cualquier camino que conectase con Dolores del Lacandón pasaría por territorio escasamente poblado; en vez de adoptar este trazado, el topógrafo yucateco diseñó una ruta hacia el sur, directamente al lago, desde la cual se podría conectar con el camino hacia el sur pasando por Cahabón en Verapaz. Sin embargo, esta ruta dejaría aislados a Dolores del Lacandón y a los choles del Lacandón en el oeste. Urzúa envió nuevas órdenes a García, disimulando su deseo de conquistar los itzaes. En su carta, ordenaba a García unirse al presidente Barrios en Dolores del Lacandón, pero le indicaba la ruta que, por el contrario, lo llevaría directamente al lago. García, poco después de recibir sus órdenes, mandó construir un fuerte en Chuntuki, a unas veinticinco leguas —aproximadamente ciento cinco kilómetros— al norte del lago Petén Itzá, como la base militar principal para el proyecto del Camino Real; Juan del Castillo y Arrué estaba al mando de la base de abastecimiento, que se encontraba en Kawich. El 27 de julio, Urzúa autorizó la creación de tres nuevas compañías de milicianos, de veinticinco hombres cada una, como refuerzos para García. Dos eran compañías españolas y una era de raza mixta, compuesta de mestizos y «pardos».

##### Enfrentamiento en Chunpich
La compañía de Sajkab'chen, compuesta de mosqueteros nativos, siguió adelante junto con los constructores del camino y avanzó desde Tzuktzok' hasta la primera localidad quejache en Chunpich, abandonada por sus habitantes, que dejaron una importante cantidad de alimentos. Los oficiales de la compañía enviaron un mensajero para pedir refuerzos a García en Tzuktok'. Sin embargo, antes de la llegada de los refuerzos, unos veinticinco quejaches regresaron a Chunpich con cestas para recoger los alimentos abandonados. Los centinelas de Sajkab'chen estaban nerviosos y, como temieron que todos los habitantes estaban regresando, dispararon sus mosquetes, tras lo cual ambos grupos se retiraron. Luego, la compañía de mosqueteros que había llegado para reforzar a los centinelas entró en combate con los arqueros quejaches que estaban acercándose. Varios mosqueteros resultaron heridos en la escaramuza que siguió y los quejaches se retiraron sin lesiones por un sendero forestal, burlando a los invasores. La compañía de Sajkab'chen siguió el sendero y encontró otros dos asentamientos desiertos, con grandes cantidades de comida abandonada. Tomaron las provisiones y regresaron por el mismo sendero forestal.

##### Refuerzos
Alrededor del 3 de agosto, García avanzó con su ejército al completo hasta Chunpich, y en octubre los soldados españoles se establecieron cerca de las fuentes del río San Pedro. En noviembre, Tzuktok' contaba ya con una guarnición de ochenta y seis soldados y había otros más en Chuntuki; ese mismo mes García regresó a Campeche. Urzúa, acuciado ya en diciembre de 1695 para que concluyese la conquista de los itzaes, mandó refuerzos por el Camino Real a la guarnición principal. Estos incluyeron ciento cincuenta soldados españoles y pardos, así como cien soldados mayas, junto con los obreros y arrieros. Un grupo de avanzada mixto, compuesto de ciento cincuenta soldados mayas y no mayas, se unió a García en Campeche para dirigirse hacia el sur por el Camino Real, hasta el río San Pedro. El resto de los refuerzos no salió de Campeche hasta marzo de 1696.

#### Incursión de Avendaño desde Yucatán, junio de 1695
El 18 de mayo de 1695, Urzúa pidió al superior provincial franciscano, fraile Antonio de Silva, que tres misioneros apoyaran la expedición militar de García de Paredes. Antonio de Silva designó a dos grupos de franciscanos para viajar al Petén; el primer grupo, compuesto de tres frailes y un hermano lego que aún no había tomado los votos, recibió órdenes de unirse a la expedición militar de García y salió de Mérida el 30 de mayo. El segundo grupo solo iba a permanecer con García mientras fuese conveniente, y, con la aprobación tácita de Urzúa, iba a proseguir hasta Nojpetén de forma independiente para entrar en contacto con los itzaes. Este segundo grupo estaba encabezado por fray Andrés de Avendaño, a quien acompañaba fray Antonio Pérez de San Román, el hermano lego Alonso de Vargas, y seis cristianos mayas reclutados en Mérida y otros pueblos en el camino a Campeche. El grupo de Avendaño salió de Mérida el 2 de junio de 1695, una semana antes que la expedición de García, y se dirigió a la base de aprovisionamiento de Juan del Castillo y Arrué en Kawich, creada para apoyar la expedición militar de García. El 24 de junio, el grupo partió de Kawich y atravesó una zona escasamente poblada. El 29 de junio, llegó a un templo maya abandonado, al cual se refirió con el nombre de Nojku, lo que significa «Gran Templo». Aunque los españoles que ya habían pasado por el lugar habían destrozado muchos de los «ídolos», los frailes subieron al templo donde encontraron unas cincuenta esculturas ceremoniales que destruyeron; también colocaron una cruz dentro del templo. El otro grupo de frailes, en camino para unirse a García, pasó por Nojku unos días más tarde y descubrió que los habitantes mayas locales ya habían colocado nuevas ofrendas en su interior. El grupo de Avendaño continuó hacia el sur, encontrando cada vez más señales de habitación, y llegó al campamento militar del capitán José Fernández de Estenos establecido en la localidad desierta de Nojt'ub', que había sido despejada por los españoles a las órdenes de García unos dieciséis años antes.
Avendaño continuó hacia el sur por el nuevo camino y pudo observar cada vez más los efectos de la actividad militar española en la población local, como el acorralamiento de los habitantes y las incursiones en los campos y huertos para aprovisionar las tropas. Los franciscanos alcanzaron a García en B'uk'te, unos doce kilómetros al norte de Tzuktok'. El grupo de Avendaño llegó a Tzuktok', situado cerca de la frontera quejache, el 10 de julio y lo abandonó dos semanas más tarde, casi al mismo tiempo que García llegaba con cautivos de B'uk'te, apresados para trabajos forzados. Antes de irse, los franciscanos se quejaron de los maltratos de la población local ante García y sus oficiales, quienes se comprometieron a mejorar el tratamiento de los mayas. El 3 de agosto, García avanzó hasta Chunpich, pero trató de persuadir a Avendaño de quedarse para atender a los presos de B'uk'te. En lugar de ello, Avendaño dividió su grupo y salió en secreto con solo cuatro compañeros cristianos mayas, buscando a los quejaches de Chunpich que habían atacado a una de las compañías de avanzada de García y luego se habían refugiado en la selva. No logró encontrarlos, pero sí consiguió obtener información sobre un sendero que conducía al reino itzá en el sur. Encontró a cuatro mosqueteros de Sajkab'chen que le entregaron una carta del capitán Fernández de Estenos. Esta carta le informaba que más hacia el sur solo encontraría asentamientos desiertos, con restos de maíz podrido abandonado por sus habitantes. Avendaño regresó a Tzuktok' para revisar sus planes; los franciscanos carecían de suministros, y los mayas que habían sido acorralados por la fuerza, y a quienes debían convertir, se escapaban a la selva. Además, los oficiales españoles desoían las preocupaciones de los frailes y García estaba secuestrando mujeres y niños mayas para ser trasladados a su encomienda para realizar trabajos forzados. Los franciscanos optaron por un plan diferente, que finalmente resultó infructuoso: decidieron seguir el camino de regreso hacia el norte hasta Jop'elch'en cerca de la ciudad de Campeche para tratar de llegar a los itzaes pasando por Tipuj. El clero secular impidió a los franciscanos que tomasen esta ruta. Antonio de Silva ordenó a Avendaño volver a Mérida, a donde este llegó el 17 de septiembre de 1695. Mientras tanto, el otro grupo de franciscanos, encabezado por Juan de San Buenaventura Chávez, continuó siguiendo a los constructores del camino en territorio quejache y pasó por IxB'am, B'atkab' y Chuntuki —la actual localidad de Chuntunqui cerca de Carmelita, Petén—.

#### Juan de San Buenaventura entre los quejaches, septiembre-noviembre de 1695

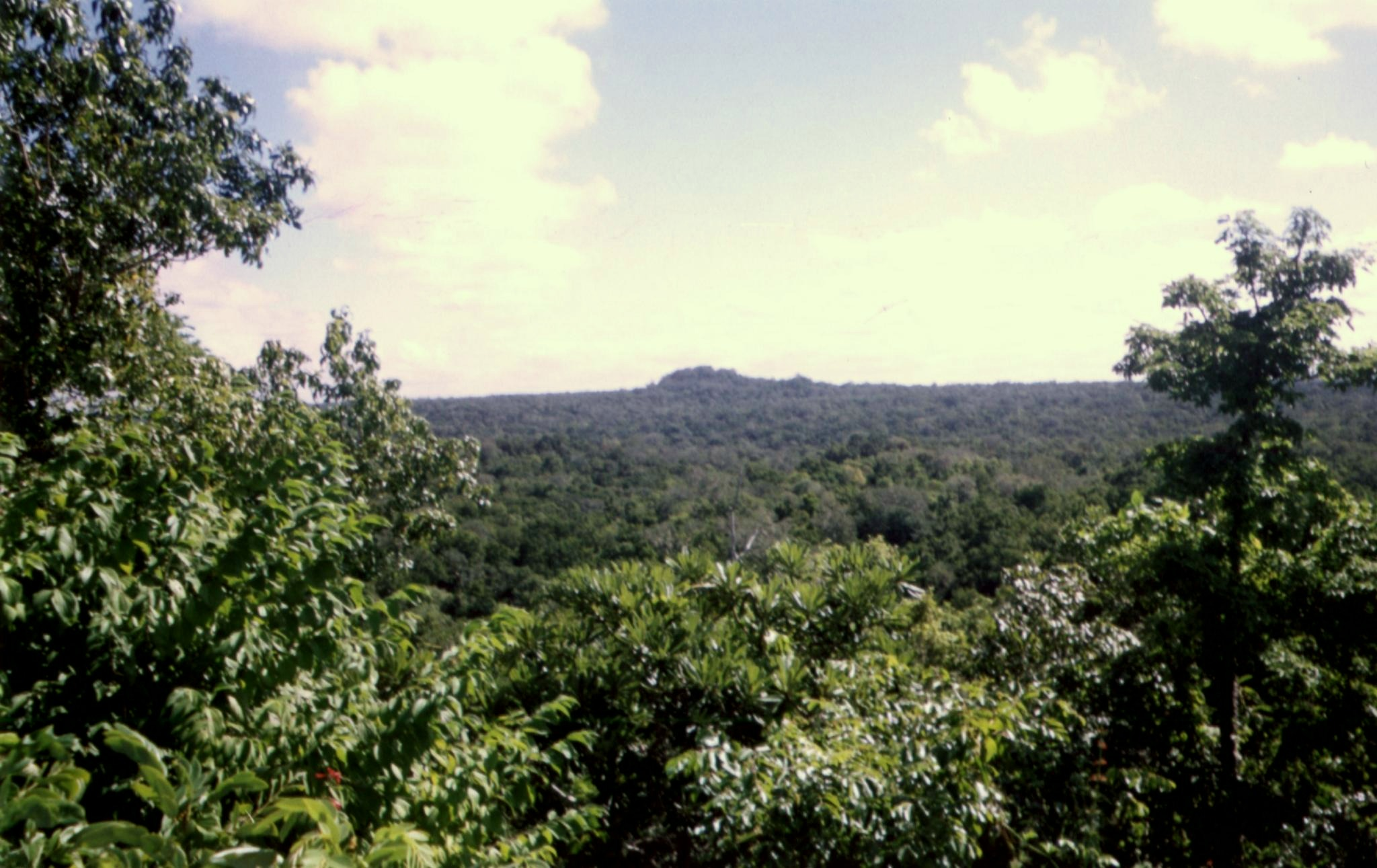
Vista de la selva de la región quejache desde El Tintal, cerca de la antigua misión española en Chuntuki.

El pequeño grupo de franciscanos encabezado por Juan de San Buenaventura llegó a Chuntuki el 30 de agosto de 1695, y descubrió que el ejército había abierto el camino hacia el sur unas diecisiete leguas más (aproximadamente setenta y un kilómetros), es decir, casi hasta medio camino del lago Petén Itzá, pero que había regresado a Chuntuki debido a las lluvias estacionales. A San Buenaventura le acompañaban los frailes José de Jesús María, Tomás de Alcoser y el hermano lego Lucas de San Francisco. Tras el regreso de Avendaño a Mérida, el superior provincial Antonio de Silva envió dos frailes suplementarios para que se uniesen al grupo de San Buenaventura: Diego de Echevarría y Diego de Salas. A uno de ellos se le encargó convertir a los quejaches de Tzuktok' y el otro recibió órdenes de hacer lo mismo con los de Chuntuki. Aunque García de Paredes se mostró reticente a permitir que el grupo se adentrara en territorio itzá, a finales de octubre cedió y aceptó las instrucciones del provincial superior de Silva para que San Buenaventura y sus compañeros originales continuaran hacia Nojpetén, aunque finalmente parece que esto nunca sucedió. El 24 de octubre, San Buenaventura escribió al superior provincial informándole que los belicosos quejaches ya estaban pacificados y que le habían comunicado que los itzaes estaban listos para recibir a los españoles en paz. Ese mismo día, sesenta y dos hombres quejaches vinieron voluntariamente a Chuntuki desde Pak'ek'em, donde habitaban otros trescientos quejaches. San Buenaventura envió al hermano lego Lucas de San Francisco para persuadirlos de trasladarse a la misión de Chuntuki. Lucas de San Francisco destruyó los ídolos en Pak'ek'em, pero no se trasladó a los habitantes a la misión debido a que se temía que no se los pudiese alimentar allí. En lugar de ello, se envió a principios de noviembre de 1695 al fraile Tomás de Alcoser y al hermano Lucas de San Francisco para establecer una nueva misión en Pak'ek'em, donde fueron bien recibidos por el cacique y su sacerdote pagano. Pak'ek'em estaba lo suficientemente lejos del nuevo camino español para estar libre de la interferencia militar, y los frailes supervisaron la construcción de una iglesia en lo que se convirtió en la mayor misión en territorio quejache. Se construyó una segunda iglesia en B'atkab' para atender a más de cien refugiados quejaches que habían quedado a cargo de fray Diego de Echevarría; en Tzuktok' se levantó una tercera iglesia, bajo la supervisión de Diego de Salas.

#### Incursión de Avendaño desde Yucatán, diciembre de 1695-enero de 1696
El franciscano Andrés de Avendaño y Loyola salió de Mérida el 13 de diciembre de 1695 y llegó a Nojpetén alrededor del 14 de enero de 1696; siguió el nuevo camino en la medida de lo posible y luego continuó hacia Nojpetén con guías mayas locales. Lo acompañaban los frailes Antonio Pérez de San Román, José de Jesús María y Diego de Echevarría y el hermano lego Lucas de San Francisco; recogió a algunos de ellos de camino hacia el sur. El 5 de enero sobrepasaron al contingente principal del ejército en B'atkab' y continuaron a Chuntuki. Desde Chuntuki siguieron un sendero que los llevó más allá de la fuente del río San Pedro y al otro lado de una serie de colinas kársticas empinadas hacia un pozo de agua cerca de unas ruinas, que Avendaño registró como Tanxulukmul. Desde Tanxulukmul siguieron el pequeño río Acté hasta llegar a un pueblo de los itzaes de chak'an llamado Saklemakal. Finalmente, alcanzaron el extremo occidental del lago Petén Itzá donde recibieron una bienvenida entusiasta por parte de los itzaes locales.
Los franciscanos no sabían que la provincia Chak'an Itza' en el norte del reino itzá se había aliado a los couohes y estaba en guerra con el rey itzá. En un esfuerzo por dificultar el establecimiento de relaciones de amistad entre los españoles y el soberano itzá, los itzaes de chak'an se llevaron la mayor parte de los regalos que los españoles habían traído para el rey itzá. Al día siguiente de la llegada de los frailes, el entonces Aj Kan Ek' cruzó el lago con ochenta canoas para saludar a los visitantes en Nich, una localidad portuaria de los itzaes de chak'an situada en la orilla oeste del lago. Los franciscanos acompañaron al Kan Ek' de vuelta a Nojpetén, y en los siguientes cuatro días bautizaron a más de tres cientos niños itzaes. Avendaño hizo un esfuerzo infructuoso por persuadir al Kan Ek' de convertirse al cristianismo y someterse a la Corona española. El fraile franciscano trató de convencer al rey itzá de que el Katún 8 Ajaw, un ciclo calendárico maya de veinte años que comenzaba en 1696 o 1697, era el momento apropiado para que los itzaes finalmente abrazaran el cristianismo y aceptaran su sumisión al rey de España. El rey de los itzaes, al igual que su antecesor, citó una profecía itzá y afirmó que el tiempo oportuno todavía no había llegado. Pidió a los españoles que regresasen en cuatro meses, momento en el que los itzaes estarían dispuestos a convertirse y a jurar lealtad al rey de España.
El 19 de enero Ah Couoh, el rey de los couohes llegó a Nojpetén y habló con Avendaño, argumentando en contra de la aceptación del cristianismo y del Estado español. Las conversaciones entre Avendaño, Kan Ek' y Ah Couoh expusieron profundas divisiones entre los itzaes, y la aparente traición de Kan Ek', al ofrecer su reino a los españoles, socavó el poder del rey itzá ante su propio pueblo. Cuando Kan Ek' se enteró de una conspiración de los couohes y sus aliados itzaes de Chacán con el objetivo de emboscar y matar a los franciscanos, el rey itzá aconsejó a estos regresar a Mérida a través de Tipuj. Los esfuerzos del rey itzá para salvar la vida de sus huéspedes le hicieron perder su autoridad; a partir de ese momento, el sentimiento antiespañol dominó la relación de los itzaes con los españoles. Los franciscanos fueron guiados hasta Yalain, donde fueron bien recibidos, pero mientras estaban allí oyeron rumores de batalla y un avance español hacia el lago Petén Itzá. Los guías yalain les mostraron el camino que conducía a Tipuj, pero pronto los abandonaron. Los frailes españoles se extraviaron y sufrieron grandes penalidades, incluso la muerte de uno de los compañeros de Avendaño, pero después de vagar en la selva durante un mes, lograron encontrar el camino a Chuntuki y desde allí regresaron a Mérida.

#### Batalla en Ch'ich', 2 de febrero de 1696
Kan Ek' envió emisarios a Mérida en diciembre de 1695 para informar a Martín de Urzúa de que los itzaes estaban dispuestos a someterse al reino español. A mediados de enero, el capitán García de Paredes había avanzado de B'atkab' a la parte más adelantada del Camino Real en Chuntuki. En ese momento ya solo contaba con noventa soldados, además de los trabajadores y porteadores, ya que muchos de sus soldados desertaban a medida que el ejército avanzaba hacia el lago Petén Itzá; el grupo se retrasó aún más por la necesidad de construir una piragua para cruzar el río San Pedro. Poco después de la huida de Avendaño de Nojpetén hacia el este, un grupo de sesenta guerreros mayas entraron en Chuntuki llevando armas y pinturas de guerra; afirmaron que habían sido enviados por Avendaño para recoger insignias religiosas y a otro fraile. Como esta afirmación no era correcta, es muy probable que en realidad se tratase de una fuerza de exploradores enviada por los couohes y sus aliados de Chak'an Itza' con el objetivo de informarse de los avances del ejército español en la construcción del Camino Real. Tras hablar con García, se marcharon rápidamente sin los objetos que supuestamente habían ido a buscar. García envió dos exploradores quejaches a la orilla del lago para descubrir el paradero de Avendaño; al mismo tiempo, los guías quejaches de Avendaño regresaron de Nojpetén a Chuntuki con la noticia de la huida de Avendaño. Los itzaes del lago entregaron una carta abierta escrita por Avendaño antes de su salida de Nojpetén como muestra de amistad entre los itzaes y españoles. Fray Juan de San Buenaventura se entusiasmó por la carta y quiso viajar a Nojpetén.
García envió el capitán Pedro de Zubiaur, su oficial de mayor rango, hacia el lago Petén Itzá, a donde llegó con sesenta mosqueteros, el fraile de San Buenaventura y otro franciscano, así como guerreros aliados maya yucatecos. También le acompañaban cerca de cuarenta porteadores mayas. El 2 de febrero, dos guerreros itzaes abordaron a los expedicionarios y les informaron de una reciente batalla entre una columna española venida de Guatemala y los itzaes; estos dos itzaes guiaron al contingente hacia un asentamiento itzá cercano, donde se le mostró la carta de Avendaño al capitán Zubiaur, convenciéndole de que podía avanzar sin peligro. La ciudad portuaria de Ch'ich' estaba desierta, pero un gran número de canoas se acercó, unas trescientas según la estimación del capitán español, llevando posiblemente dos mil guerreros itzaes. Los guerreros comenzaron a mezclarse libremente con los miembros de la expedición, empezaron a cargar los suministros en las canoas y se ofrecieron a transportar a los españoles a Nojpetén, con un soldado en cada canoa. Los franciscanos subieron a las canoas con dos soldados como escolta. En ese momento se produjo una pelea; una docena de los miembros de la expedición española fueron obligados a embarcar en las canoas, y dos porteadores fueron golpeados hasta la muerte. Uno de los soldados españoles capturados fue inmediatamente decapitado. En este momento los demás soldados españoles abrieron fuego con sus mosquetes, tras lo cual los itzaes huyeron en sus canoas llevándose a los presos.
Los españoles se retiraron de la orilla del lago para reagruparse en campo abierto, donde unos dos mil guerreros itzaes los rodearon e intentaron desarmarlos; en la lucha, los itzaes lograron apoderarse de otro español, al que decapitaron inmediatamente. En este momento cerca de diez mil arqueros itzaes surgieron de canoas ocultas entre los manglares de la orilla, y Zubiaur ordenó a sus hombres abrir fuego, matando a treinta o cuarenta itzaes. Al darse cuenta de que estaban largamente superados en número, los españoles se retiraron hacia Chuntuki y abandonaron a sus compañeros capturados a su suerte. Un mosquetero cristiano maya y otros seis nativos que habían huido al comienzo del enfrentamiento informaron a García que la expedición entera había sido masacrada; Sin embargo, dos días después, Zubiaur y los demás supervivientes alcanzaron el campamento de Chuntuki. Urzúa informó que los prisioneros españoles fueron ejecutados en Nojpetén, hecho confirmado por AjChan en una fecha posterior. Aparentemente, los españoles encontraron los huesos de los muertos después de la caída de Nojpetén en 1697; AjK'in Kan Ek', el sumo sacerdote itzá, afirmó más tarde que había atado a San Buenaventura y su compañero en forma de cruz para extraer sus corazones.
Estos sucesos convencieron a Martín de Urzúa de que Kan Ek' no se entregaría pacíficamente, y comenzó con las preparaciones para un ataque decisivo contra Nojpetén. El reclutamiento de refuerzos previamente autorizados era urgente ahora, pero se vio obstaculizado cuando setenta de los cien soldados se amotinaron y nunca llegaron al campamento de García. Las obras de construcción del camino se redoblaron y un mes después de la batalla de Ch'ich' los españoles alcanzaron la orilla del lago pertrechados con artillería. Nuevamente apareció un gran número de canoas, y los nerviosos soldados españoles abrieron fuego con cañones y mosquetes; no se produjeron víctimas entre los itzaes, que se replegaron a cierta distancia e izaron una bandera blanca.

#### Incursión de Amésqueta desde Verapaz, febrero-marzo de 1696
Las autoridades coloniales en Guatemala no tenían conocimiento de los contactos entre las autoridades de Yucatán y los itzaes. En la segunda mitad de 1695, el presidente Barrios comenzó a planear una nueva expedición contra los itzaes desde Verapaz, tras recibir duras críticas respecto a la retirada de Juan Díaz de Velasco del lago Petén Itzá en abril de ese año. Sin embargo, Barrios murió en noviembre de 1695 y el oidor José de Escals se convirtió en jefe interino de la administración colonial de Guatemala. Nombró al oidor Bartolomé de Amésqueta para capitanear la siguiente expedición contra los itzaes. Amésqueta marchó con sus hombres bajo una lluvia torrencial desde Cahabón a Mopán, a donde llegó el 25 de febrero de 1696; los guatemaltecos todavía no se habían enterado de los enfrentamientos entre las fuerzas de García y los itzaes. La expedición de Amésqueta sufrió la escasez de mano de obra nativa y de suministros. Veinticinco de los ciento cincuenta hombres estaban enfermos, y el avance de la expedición se estancó mientras sus miembros descansaban en Mopán. El capitán Díaz de Velasco se ofreció a dirigir una partida de veinticinco hombres hacia el lago; lo acompañaron los frailes dominicos Cristóbal de Prada y Jacinto de Vargas y también AjK'ixaw, el noble itzá que había sido capturado durante la expedición anterior de Díaz, quien se desempeñó como guía de confianza, explorador y traductor. Salieron de Mopán el 7 de marzo y, tras cinco días de marcha, dejaron algunos soldados enfermos con suministros. Al llegar al río Chakal, se encontraron con el grupo de avanzada de los constructores del camino y su escolta militar. Las dos fuerzas combinadas pusieron a disposición de Díaz cuarenta y nueve soldados y treinta y cuatro porteadores y arqueros de Verapaz. Cuando llegaron a IxB'ol, cerca de la orilla del lago Petén Itzá, enviaron a Ah K'ixaw como emisario a Nojpetén.

##### Intento de Amésqueta de localizar a Díaz de Velasco
Mientras tanto en Mopán, Amésqueta había recibido suministros suplementarios y decidió alcanzar a la avanzadilla de Díaz de Velasco. Partió de Mopán el 10 de marzo de 1696 con Fray Agustín Cano y unos diez soldados. Llegó a Chakal una semana más tarde, pero seguía sin recibir noticias de Díaz o AjK'ixaw. El 20 de marzo, Amésqueta dejó Chakal con treinta y seis hombres y provisiones para cuatro días para buscar al grupo de Díaz que, según asumió Amésqueta, debía estar cerca. Después de dos días de viaje bajo un intenso calor, se encontraron con algunos porteadores de Verapaz que Díaz había dejado atrás. Siguieron la pista de Díaz hasta la orilla del lago Petén Itzá, cerca de la capital itzá. Mientras exploraban la orilla sur, les siguieron unas treinta canoas itzaes, y otros itzaes se acercaron por tierra, pero se mantuvieron a una distancia prudente. Los españoles encontraron una abundancia de huellas que indicaban que el grupo de Díaz había pasado por allí, y Amésqueta supuso que habían cruzado a Nojpetén. Escribió una carta a Díaz, que entregó a uno de los itzaes, quien se comprometió a entregarla. Varios itzaes se acercaron entonces a los españoles, incluyendo un noble que intercambió regalos con Amésqueta. Los varios intentos de comunicación para descubrir el paradero de Díaz pusieron nerviosos a los itzaes, que respondieron airadamente, aunque nadie en el grupo español podía entender el idioma itzá. Los itzaes señalaron a los españoles que tenían que dirigirse hacia la orilla del lago por un estrecho sendero y embarcarse en las pequeñas canoas que estaban amarradas en las inmediaciones. Uno de los oficiales de Amésqueta reconoció a un indígena mopán entre los itzaes que había servido como soldado en la primera expedición de Díaz e interpretó que el mopán estaba tratando de decirle que no confiara en los itzaes.
Amésqueta recelaba de las pequeñas canoas que se les ofrecían, a sabiendas de que los itzaes también tenían canoas con una capacidad para treinta hombres; también sabía que era una táctica favorita de los mayas de las tierras bajas el persuadir a sus enemigos para que utilizasen canoas pequeñas para poder separarlos y luego matarlos más fácilmente. Sospechaba que AjK'ixaw los había traicionado y que esto era precisamente lo que había sucedido con Díaz y sus hombres. Como la noche se acercaba y se encontraba en un lugar vulnerable con pocos víveres y sin ninguna noticia de Díaz y sus hombres, Amésqueta se retiró de la orilla del lago y sus hombres tomaron posiciones en una pequeña colina cercana. A primera hora de la mañana, ordenó la retirada bajo la luz de la luna, utilizando solo unas pocas antorchas para iluminar el camino. Los españoles regresaron al río Chakal el 25 de marzo y desde allí se retiraron a San Pedro Mártir, a donde llegaron el 9 de abril, acosados por el empeoramiento de sus condición física, un huracán, diversas enfermedades y rumores sobre la presencia de enemigos en las cercanías. La expedición, agotada, estableció un campamento a nueve leguas —unos 37,7 kilómetros— al norte de Mopán.

##### Suerte de la expedición de Díaz de Velasco
Después de la caída de Nojpetén, el fraile Cano describió la suerte final de Díaz de Velasco y sus compañeros; afirmó haber recibido la información tras entrevistarse con los soldados de Yucatán que participaron en el asalto de la capital itzá y de testigos choles, aunque no había choles en Nojpetén. El grupo de Díaz llegó a la orilla del lago y los itzaes del lugar les dijeron que unos frailes franciscanos se encontraban en Nojpetén. Los españoles se mostraron cautelosos al principio y pidieron pruebas, así que un mensajero itzá les trajo un rosario como muestra. Mirando hacia la isla, distinguieron hombres vestidos de frailes llamándoles para que cruzasen; en realidad, eran itzaes vestidos con los hábitos de los dos franciscanos que habían sido asesinados recientemente en la isla. Díaz y sus compañeros subieron entonces a las canoas y dejaron en la orilla a treinta porteadores mayas con sus mulas y suministros.
Una vez en el lago, los itzaes volcaron algunas de las canoas y mataron a varios de los hombres de Díaz; a los heridos los remolcaron a tierra donde los remataron. Díaz, los dominicos y otros dos hombres estaban en una canoa grande que no volcó y fueron conducidos a Nojpetén, donde se produjo una lucha feroz, ya que Díaz intentó defenderse con su espada y logró matar a algunos itzaes. Los otros dos soldados fueron pasados por las armas inmediatamente, mientras que los frailes fueron golpeados y atados a cruces tras lo cual se extrajeron sus corazones. Al otro lado del lago, los itzaes atacaron a los porteadores que guardaban las provisiones de la expedición y los mataron a todos. Los itzaes dieron muerte a un total de ochenta y siete miembros de la expedición, incluyendo cincuenta soldados, dos dominicos y unos treinta cinco auxiliares mayas. Posteriormente, tras la caída de la ciudad, los españoles recuperaron los restos mortales del pequeño grupo que había muerto en Nojpetén y los trasladaron a Santiago de los Caballeros de Guatemala para enterrarlos.

##### Consecuencias de la entrada de Amésqueta
Durante las siguientes semanas, Amésqueta envió exploradores a buscar contacto con las comunidades locales de los mopanes y choles, incluyendo Chok Ajaw, AjMay, IxB'ol y Manche; no tuvieron éxito ya que la mayor parte de los indígenas había huido, dejando la selva desierta. En San Pedro Mártir, recibió noticia sobre la misión diplomática de AjChan en Mérida en diciembre de 1695 y del sometimiento formal de los itzaes a la autoridad española. Perplejo por la noticia, que no cuadraba con la pérdida de sus hombres en el lago Petén Itzá, y enfrentado a condiciones pésimas en San Pedro Mártir, Amésqueta abandonó la fortaleza inacabada.
Fray Cano recomendó al nuevo presidente de Guatemala trasladar la población chol a Verapaz, para administrarlos debidamente. Como consecuencia de la fallida expedición, el presidente aceptó las recomendación de Cano, ordenó desmantelar la fortaleza y deportar a todos los mayas capturados en una amplia franja del sur del Petén a Belén, cerca de Rabinal, en Verapaz. Esta reubicación fue brutal y despiadada y fue condenada por varios funcionarios coloniales de alto rango, incluidos el oidor José de Escals y Amésqueta.

### Caída de Nojpetén

El lago Petén Itzá al momento de la conquista.

La resistencia prolongada de los itzaes se había convertido en una penosa vergüenza para las autoridades coloniales españolas, que decidieron enviar soldados desde Campeche para tomar Nojpetén de una vez por todas. El ataque final fue posible gracias a la apertura gradual del Camino Real desde Mérida hasta el Petén. En diciembre de 1696, el camino había llegado a la orilla del lago Petén Itzá, aunque estaba casi intransitable en ciertos lugares y todavía faltaba terminarlo. En ese momento las profundas divisiones entre los dirigentes políticos de los itzaes eran tales, que una defensa unificada del reino itzá no era posible.

#### Últimos preparativos
A finales de diciembre de 1696, los itzaes de chak'an atacaron la gran misión quejache en Pak'ek'em, secuestraron a casi todos los habitantes e incendiaron la iglesia. La desmoralizada guarnición española en Chuntuki enterró sus armas y municiones y se retiró unas cinco leguas —aproximadamente veintiún kilómetros— en dirección a Campeche. Desde finales de diciembre de 1696 hasta mediados de enero de 1697, Urzúa envió varios grupos de soldados y obreros a lo largo del camino hacia el lago; el primer grupo, al mando de Pedro de Zubiaur, tenía instrucciones de iniciar la construcción de una galeota, una embarcación de guerra impulsada por remos. A este grupo le siguieron otros refuerzos que llevaban suministros, incluyendo armas ligeras y pesadas, pólvora y alimentos. El 23 de enero Urzúa salió de Campeche con otro grupo de soldados y arrieros, lo que aumentó el total de refuerzos a ciento treinta soldados. Los españoles fortalecieron sus posiciones en Ch'ich' y desplegaron artillería pesada para su defensa.
Martín de Urzúa y Arizmendi llegó con sus soldados a la orilla occidental del lago Petén Itzá el 26 de febrero de 1697, y una vez allí finalizó la galeota, el barco de ataque fuertemente armado, que tardó doce días en montar en Ch'ich', a principios de marzo. La nave tenía una quilla de treinta codos, equivalente a 14,4 metros, y estaba equipada con doce remos a cada lado y un timón con un tornillo de hierro. Podía transportar a ciento catorce hombres y al menos cinco piezas de artillería, incluyendo un cañón ligero y cuatro pedreros (morteros). La lancha utilizada para cruzar el río San Pedro también fue transportada al lago para ser utilizada en el ataque contra la capital itzá; esta embarcación contaba con seis remos y un timón.
Desde el 28 de febrero en adelante, los itzaes hostigaron a las fuerzas españolas en varias ocasiones; a veces disparaban flechas en dirección a los intrusos, pero sin infligirles bajas. Al mismo tiempo, pequeños grupos de itzá curiosos se mezclaban libremente con los españoles y recibían chucherías, tales como cinturones, collares y pendientes.

#### Ataque contra Nojpetén
El 10 de marzo, un número de emisarios itzaes y yalain llegaron a Ch'ich' para negociar con Urzúa; primero llegó AjChan, que ya lo había conocido en Mérida; le siguió Chamach Xulu, el gobernante de los yalain. Kan Ek' envió una canoa con varios emisarios que portaban una bandera blanca; entre ellos se contaba el sumo sacerdote itzá, que ofreció rendirse pacíficamente. Urzúa recibió a los emisarios en paz e invitó a Kan Ek' a visitar su campamento tres días después. El día fijado, Kan Ek' no se presentó; en su lugar guerreros mayas se concentraron en la orilla del lago y en canoas.
Urzúa decidió entonces abandonar todo intento de lograr la incorporación pacífica de los itzaes al imperio español, y en la mañana del 13 de marzo puso en marcha el ataque anfibio contra la capital de Kan Ek'. El campamento en Ch'ich' quedó defendido por veinticinco soldados españoles, tres mosqueteros mayas y varias piezas de artillería. Mientras, Urzúa se embarcó en la galeota con ciento ocho soldados, dos sacerdotes seculares, cinco sirvientes personales, el emisario itzá AjChan con su cuñado, y un prisionero itzá de Nojpetén. La galeota surcó el lago hacia el este desde Ch'ich', en dirección de la capital itzá; a medio camino se encontró una gran flota de canoas que bloqueaba el acercamiento a Nojpetén y se extendía en arco de una orilla a la otra a lo largo de unos seiscientos metros. Urzúa dio orden de arremeter contra las canoas enemigas para atravesar el cerco. Un gran número de defensores estaba reunido a lo largo de la orilla de Nojpetén y en los techos de la ciudad. Otras canoas zarparon de la orilla hasta cercar a la galeota, tras lo cual los arqueros itzaes comenzaron a disparar contra los invasores. Urzúa dio órdenes a sus hombres de no abrir fuego, pero los itzaes hirieron a varios soldados con las flechas y uno de los heridos españoles disparó su mosquete; en ese momento, los oficiales perdieron el control de sus hombres, que abrieron fuego. Los defensores itzaes pronto huyeron ante los disparos.
La ciudad cayó después de una breve, pero sangrienta batalla en la que murieron muchos guerreros itzaes; los españoles sufrieron pocas bajas. El bombardeo de artillería causó la pérdida de muchas vidas en la isla; los sobrevivientes abandonaron su capital e intentaron nadar a la otra orilla del lago; muchos de ellos murieron en el agua. El resto se ocultó en la selva, y los españoles ocuparon una ciudad abandonada. Martín de Urzúa plantó su bandera sobre el punto más alto de la isla y renombró Nojpetén como «Nuestra Señora de los Remedios y San Pablo, Laguna del Itza». La nobleza itzá huyó y se refugió en asentamientos mayas dispersos en toda la región del Petén; en respuesta los españoles recorrieron la región con grupos de búsqueda. Estos no tardaron en capturar a Kan Ek', gracias a la cooperación de Chamach Xulu, el gobernante yalain. El rey couoh (Aj Kowoj) también fue rápidamente capturado, junto con otros nobles mayas y sus familias. Con la derrota de los itzaes, el último reino nativo independiente e invicto en el continente americano cayó ante los colonizadores europeos.

#### Consecuencias
Martín de Urzúa tenía poco interés en la administración del territorio recién conquistado, cuyo control delegó a oficiales militares sin prestarles mucho apoyo, ya fuese militar o económicamente. Con Nojpetén en manos de los españoles, Urzúa regresó a Mérida, dejando a Kan Ek' y otros miembros importantes de su familia prisioneros de la guarnición española en Nuestra Señora de los Remedios y San Pablo. La guarnición —que permanecía aislada entre los couohes e itzaes hostiles que todavía dominaban la selva circundante— fue reforzada en 1699 por una expedición militar de Santiago de los Caballeros de Guatemala, acompañada de civiles ladinos (de raza mixta) que vinieron a fundar su propio asentamiento alrededor del campamento militar. Los colonos trajeron enfermedades que causaron muchas muertes entre los soldados y colonos, y que afectaron fuertemente a la población indígena. Los soldados guatemaltecos solo permanecieron tres meses antes de regresar a Santiago de los Caballeros de Guatemala con el rey itzá cautivo, su hijo y dos de sus primos. Los primos murieron durante el largo viaje a la capital colonial; Ajaw Kan Ek' y su hijo pasaron el resto de su vida bajo arresto domiciliario en la capital guatemalteca.
Cuando los españoles conquistaron los lagos del Petén en 1697, los yalain colaboraron inicialmente y ayudaron con la captura del rey de los itzaes. En ese momento, Chamach Xulu era el señor de los yalain. Los gobernantes yalain alentaron la conversión cristiana como medio para mantener la paz con las fuerzas de ocupación españolas. Conforme pasó el tiempo, parece que disminuyó la cooperación yalain. Poco después de la conquista, los yalain comenzaron a abandonar sus asentamientos para evitar el hostigamiento de grupos de soldados españoles que se apropiaban de alimentos y secuestraban mujeres mayas para hacerlas «servir» en sus cuarteles. En aquel momento, el resentimiento hacia las fuerzas de ocupación era tal, que los habitantes de los asentamientos yalain prefirían quemar sus cosechas y romper toda su cerámica antes que cayesen en manos de los españoles. Según los registros coloniales, la capital yalain fue incendiada en 1698.

## Últimos años de la conquista

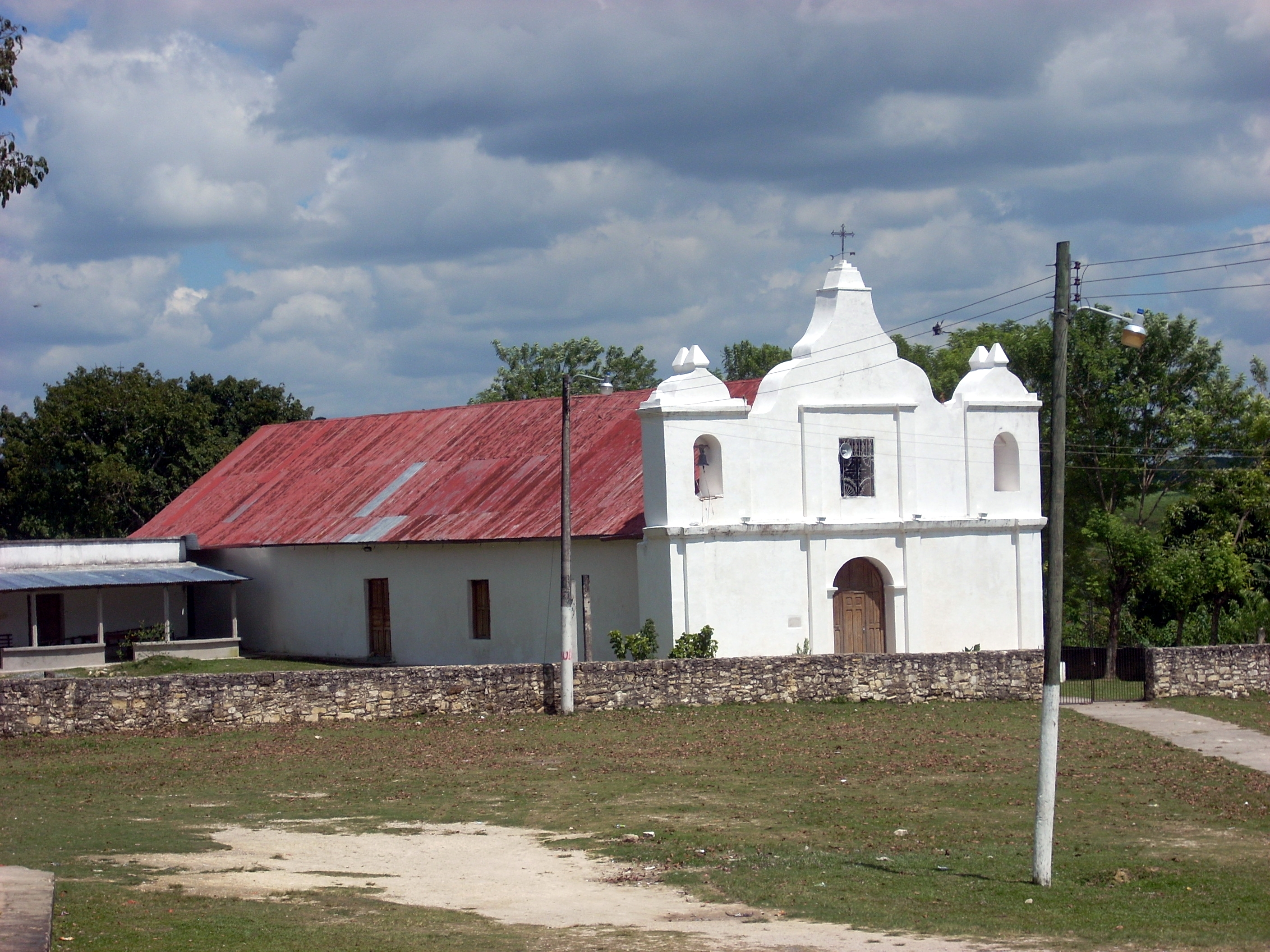
Iglesia colonial española en Dolores.

A finales del siglo xvii, la pequeña población chol en el sur del Petén y Belice fue deportada a Alta Verapaz, donde fueron absorbidos en la población quekchí (q'eqchi'). Después de la conquista, la administración colonial del Petén se dividió entre las autoridades eclesiásticas en Yucatán y las autoridades seculares de la Capitanía General de Guatemala. Nunca hubo una fuerte presencia española en la zona, que permaneció remota y aislada no obstante la construcción de una fortaleza-prisión, el Castillo de Arismendi, cuya construcción se terminó en 1700.
El camino a Yucatán cayó en un estado de deterioro debido a la distancia entre Nuestra Señora de los Remedios y San Pablo (antes Nojpetén) y Mérida, así como las dificultades del terreno y la hostilidad de los indígenas en la región. En 1701, Urzúa y Arizmendi se dio cuenta de que el camino estaba en un estado tan malo que Yucatán no podía enviar suministros a la guarnición española. Escribió al rey de España, solicitando que el Petén fuera transferido de la jurisdicción de Yucatán a la de la Real Audiencia de Guatemala, petición concedida en 1703 con la condición de que la autoridad eclesiástica sobre el Petén pasara a la orden de los dominicos.
Entre 1703 y 1753 se establecieron reducciones en San José y San Andrés en la orilla del lago Petén Itzá, así como en Santa Ana al sur del lago, y en San Luis, Santo Toribio, y Dolores —que no debe confundirse con Dolores del Lacandón— más hacia el sur. Cada uno de estos asentamientos tenía su propio pastor que respondía al vicario general situado en la guarnición española de Nuestra Señora de los Remedios y San Pablo. En las primeras décadas del siglo xviii se construyeron iglesias en cinco pueblos coloniales: Dolores, Remedios, San Andrés, San José y Santo Toribio. La iglesia de Dolores fue construida en 1708, probablemente bajo la supervisión de Juan Antonio Ruiz y Bustamante. En 1699, el Petén contaba con nueve sacerdotes, pero posteriormente, durante la época colonial, por lo general escaseaban en la zona. A pesar de las objeciones de los dominicos presentes en el sur del Petén, los franciscanos siguieron proporcionando clero desde Yucatán, y fue esta última orden que supervisó el bienestar espiritual del Petén durante el período colonial.
AjTut era uno de los señores de Chak'an Itza', la provincia norteña del conquistado reino itzá; el fraile Avendaño lo había conocido durante su expedición a Nojpetén. Después de la conquista, AjTut se trasladó de la orilla norte del lago Petén Itzá a Mompana, una región situada entre el lago Yaxhá y las ruinas de Tikal. Durante algunos años después de la conquista convirtió la región de Mompana en un refugio contra los españoles, y mantuvo una guerra fratricida contra los sobrevivientes couohes en el sur.

### Reducciones alrededor del lago Petén Itzá
En el momento de la caída de Nojpetén, se calcula que la población maya alrededor del lago Petén Itzá contaba aproximadamente sesenta mil habitantes, incluyendo un gran número de refugiados nativos procedentes de otras áreas. Se estima que el ochenta y ocho por ciento de esta población murió en los primeros diez años de dominio colonial, como resultado de las enfermedades y la guerra. Aunque las enfermedades fueron responsables de la mayoría de las muertes, las expediciones españolas y las guerras internas entre los grupos de indígenas también tuvieron un impacto considerable.
En 1702-1703, los sacerdotes católicos de Yucatán fundaron varias misiones alrededor del lago Petén Itzá. Los primeros poblados que fueron concentrados en las llamadas reducciones coloniales fueron Ixtutz, que se convirtió en el nuevo poblado de San José, y el poblado cercano de San Andrés, ambos en la orilla norte del lago. Primero fueron subyugados por uno de los oficiales de Urzúa, Cristóbal de Sologaistoa, antes de pasar al cuidado de los frailes dominicos para la conversión cristiana de los habitantes. Los sobrevivientes itzaes y couohes fueron reasentados en los nuevos pueblos coloniales mediante una mezcla de persuasión y fuerza. Los líderes indígenas en estas misiones se rebelaron contra las autoridades españoles en 1704 y casi lograron retomar Nojpetén, pero la rebelión fue aplastada rápidamente, a pesar de que había sido bien planificada. Sus cabecillas fueron ejecutados y la mayoría de las misiones, abandonadas; hacia 1708 solo quedaban unos seis mil mayas en el centro del Petén. Las reducciones fracasaron en gran parte porque los misioneros encargados de convertir a los habitantes no conocían el idioma itzá.

## Legado de la conquista
Martín de Urzúa utilizó la conquista del reino itzá como peldaño para alcanzar el codiciado puesto de gobernador general de Filipinas, que asumió en 1709. Las enfermedades introducidas por los europeos redujeron considerablemente la población nativa del Petén, y sus efectos se agravaron por el impacto psicológico de la derrota militar. La población alrededor del lago Petén Itzá contaba entre veinte mil y cuarenta mil habitantes en 1697. Hacia 1714, el censo registró poco más de tres mil habitantes en el Petén, incluyendo la población no indígena. Este número probablemente no incluía a los llamados «salvajes», es decir, a la población maya que vivía en la selva, lejos del control de las autoridades coloniales españolas. En 1700 la cabecera colonial del Petén estaba poblada principalmente por colonos, soldados y convictos. Durante la segunda mitad del siglo xviii, los indígenas adultos de sexo masculino fueron fuertemente gravados y a menudo se vieron obligados al peonaje por deudas. El occidente del Petén y el territorio adyacente de Chiapas permanecieron escasamente poblados, y los habitantes mayas evitaron el contacto con los españoles.
San José, en la orilla noroeste del lago Petén Itzá, es el hogar de los últimos hablantes del idioma itzá. El apellido couoh aún existe, pero los pueblos couoh e itzá se fusionaron y ya no existen como grupos étnicos distintos. En la época contemporánea, existe rivalidad y conflicto entre San José (la antigua localidad itzá de Chakok'ot) y San Andrés (la antigua localidad de Chak'an, aliada a los couohes), y es posible que estos tengan su origen en la antigua hostilidad entre los itzaes y couohes.